# Ludwig Wittgenstein

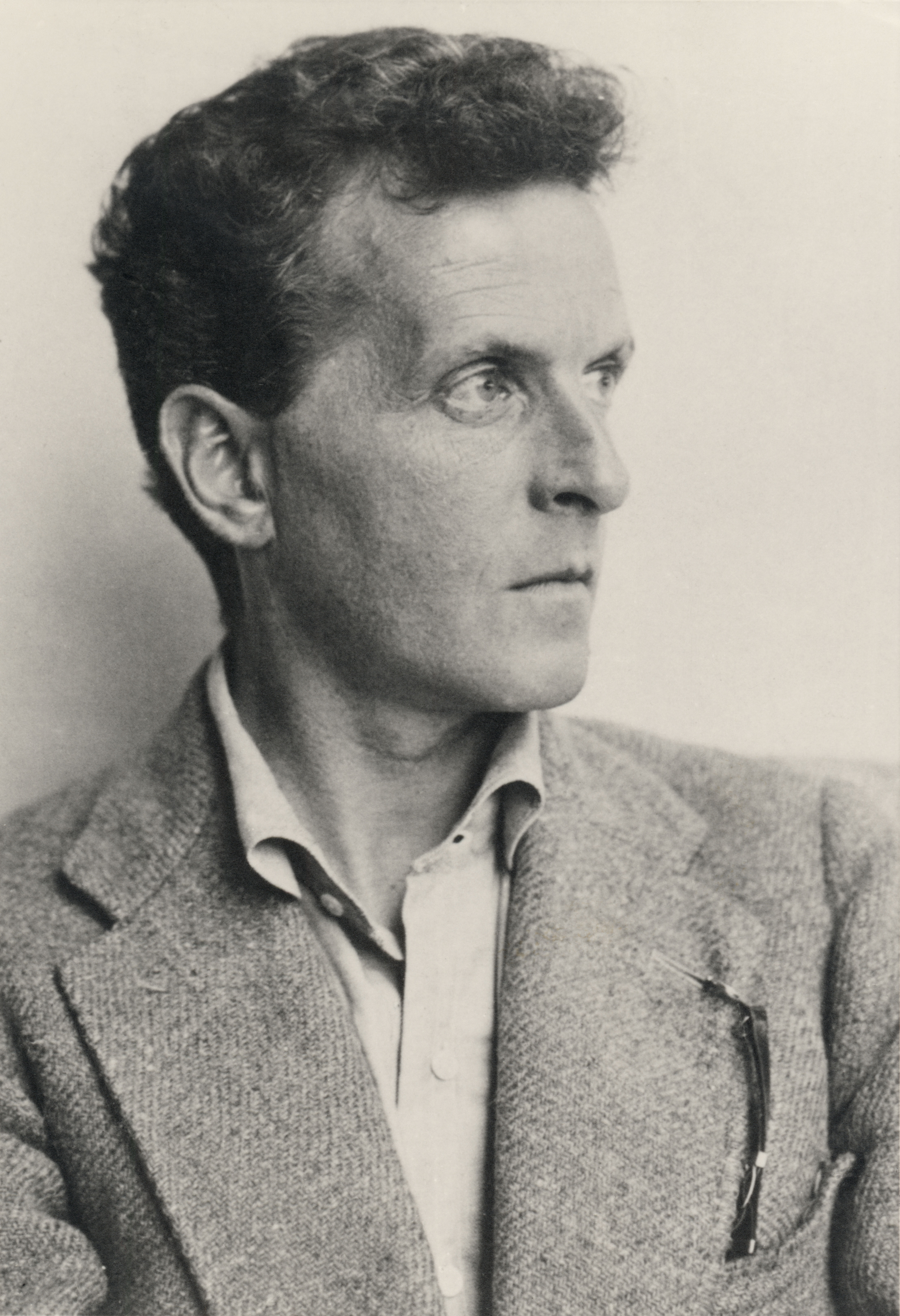
Ludwig Wittgenstein (1930), porträtiert von Moriz Nähr

Ludwig Josef Johann Wittgenstein (* 26. April 1889 in Wien, Österreich-Ungarn; † 29. April 1951 in Cambridge, Vereinigtes Königreich) war ein österreichischer Philosoph. Er gilt als einer der bedeutendsten Philosophen des 20. Jahrhunderts.
Wittgenstein lieferte Beiträge zur Philosophie der Logik, der Sprache und des Bewusstseins. Seine beiden Hauptwerke Logisch-philosophische Abhandlung (Tractatus logico-philosophicus 1921) und Philosophische Untersuchungen (1953, postum) wurden zu zentralen Bezugspunkten zweier philosophischer Schulen, des Logischen Positivismus und der Analytischen Sprachphilosophie. Sein rund 20.000 Seiten umfassender philosophischer Nachlass wurde Ende Oktober 2017 in die Liste des UNESCO-Weltdokumentenerbes eingetragen.

## Einordnung, frühe Auswirkungen
Ludwig Wittgenstein war der Auffassung, dass viele „Probleme der Philosophie“ durch einen ungenügend präzisen Umgang mit der Sprache hervorgerufen würden. Philosophische Probleme seien im Kern als sprachliche Probleme zu betrachten, was er im „Tractatus“ wiedergibt; durch die Vieldeutigkeit eines Wortes entstünden leicht die fundamentalsten Verwechslungen, derer die Philosophie voll sei.
Daher sei zunächst eine Klärung von Begriffen und eine logische Analyse der Sprache erforderlich. Ähnliche Auffassungen finden sich parallel und in wechselseitigem Austausch bei den Vertretern des logischen Empirismus. Allgemein befassten sich die Vertreter der analytischen Philosophie ganz vorwiegend mit Themen der Sprachanalyse.
Wittgenstein hatte großen Einfluss auf den logischen Positivismus, eine Denkrichtung, die sich zwischen 1925 und 1935 im Wiener Kreis etabliert hatte. Weitere philosophische Vorstellungen und deren Einwirkungen wurden durch Ernst Mach, durch David Hilbert und den französischen Konventionalismus (Henri Poincaré und Pierre Duhem) sowie Gottlob Frege und Bertrand Russell induziert. Der logische Empirismus wiederum bildet eine Fortentwicklung des logischen Positivismus, die im Allgemeinen als weniger radikal angesehen wird. Zur Philosophie des Wiener Kreises zählt Moritz Schlick, der im Jahre 1922 eine Professur erhielt und damit die Nachfolge von Ernst Mach und Ludwig Boltzmann antrat. Der Wiener Kreis traf sich zunächst zu einem grundsätzlichen Gedankenaustausch. Später kamen u. a. der Mathematiker Hans Hahn und die Philosophen Rudolf Carnap  und Otto Neurath hinzu, weitere Mitglieder waren Victor Kraft, Kurt Gödel, Herbert Feigl und Friedrich Waismann.

## Leben und Werk

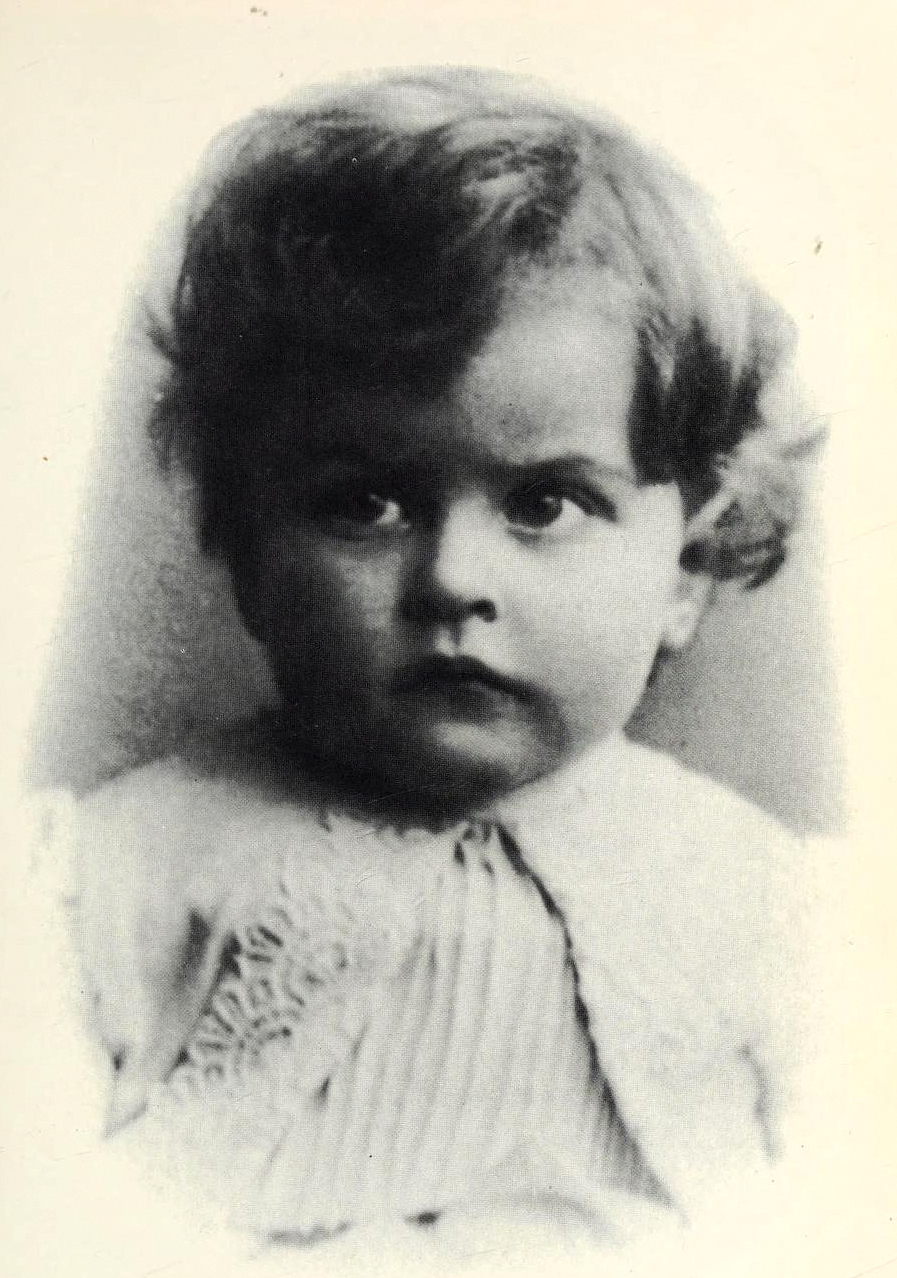
Ludwig Wittgenstein als Kleinkind, 1890

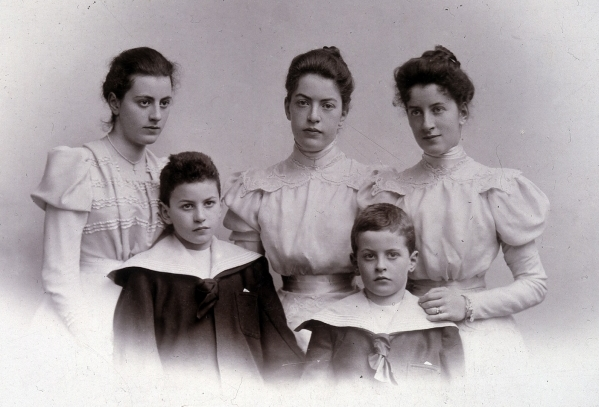
Ludwig Wittgenstein als Kind, vorne rechts mit den Schwestern Hermine, Helene, Margarete und dem Bruder Paul

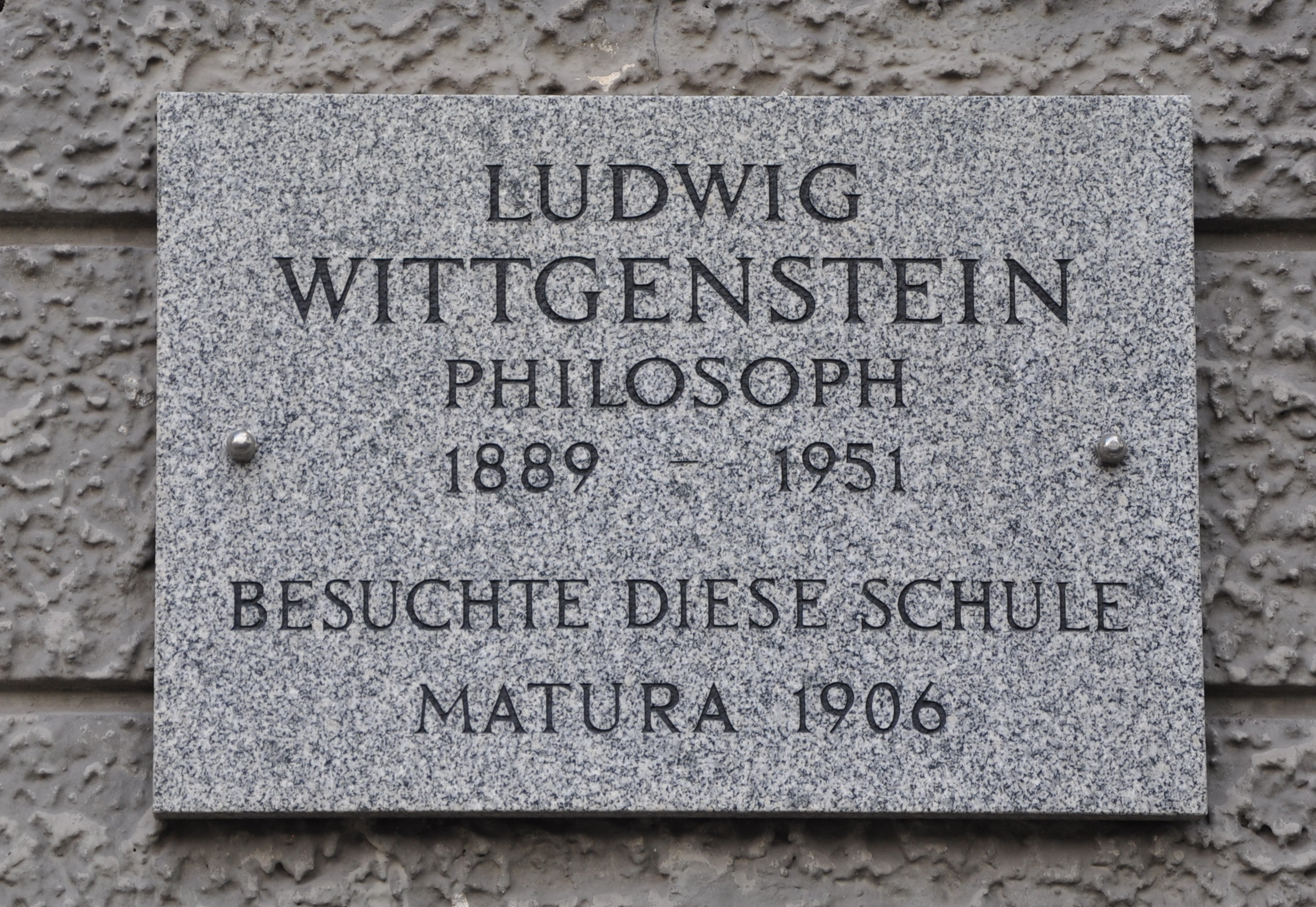
Gedenktafel am Bundesrealgymnasium in Linz

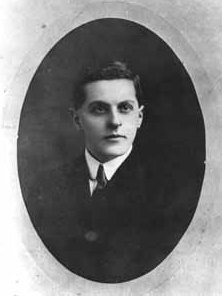
Ludwig Wittgenstein, 1910

### Leben bis zumTractatus
Wittgenstein entstammte der österreichischen, früh assimilierten jüdischen Industriellenfamilie Wittgenstein, deren Wurzeln in der deutschen Kleinstadt Bad Laasphe im Wittgensteiner Land liegen. Er war das jüngste von neun Kindern des Großindustriellen Karl Wittgenstein und dessen Ehefrau Leopoldine (geborene Kalmus), die aus einer jüdischen Prager Familie stammte. Karl Wittgenstein gehörte zu den erfolgreichsten Stahlindustriellen der späten Donaumonarchie, und das Ehepaar Wittgenstein wurde zu einer der reichsten Familien der Wiener Gesellschaft der Jahrhundertwende. Der Vater war ein Förderer zeitgenössischer Künstler, die Mutter eine begabte Pianistin. Im Palais Wittgenstein verkehrten musikalische Größen wie Clara Schumann, Gustav Mahler, Johannes Brahms und Richard Strauss.
Über die gemeinsame Abstammung von der katholischen österreichischen Familie Stallner war Ludwig Wittgenstein mütterlicherseits ein Cousin 2. Grades der Mutter von Friedrich August von Hayek.
Wittgenstein wurde katholisch erzogen. Er selbst wie auch seine Geschwister zeichneten sich durch außerordentliche musische und intellektuelle Fähigkeiten aus. Ludwig Wittgenstein spielte Klarinette. Sein Bruder Paul verlor im Ersten Weltkrieg den rechten Arm und machte dennoch als Pianist Karriere. Diesen Talenten stand eine problematische psychische Konstitution gegenüber: Drei seiner sieben Geschwister nahmen sich das Leben (Hans, Rudolf, Kurt). Auch Wittgenstein zeigte, insbesondere nach den Erfahrungen des Ersten Weltkriegs, depressive Züge. Im Kontakt zu anderen soll er teils autoritär und rechthaberisch, teils auch übersensibel und unsicher gewirkt haben. Im Tractatus ist dann auch der Satz vorzufinden: „Die Welt des Glücklichen ist eine andere als die des Unglücklichen.“
Wittgensteins elementare intellektuelle Erziehung begann im Privatunterricht. Von 1903 bis 1906 besuchte er die K. k. Staats-Realschule in Linz. Am 28. Oktober 1906 immatrikulierte Wittgenstein sich an der Technischen Hochschule Charlottenburg. Ursprünglich hatte er bei Ludwig Boltzmann in Wien studieren wollen, doch sein Realschulzeugnis hätte ihm die Einschreibung erst nach einem weiteren Studium erlaubt. In Berlin beschäftigte sich Wittgenstein – so seine Schwester Hermine in ihren Familienerinnerungen – „viel mit flugtechnischen Fragen und Versuchen. [Und weiter:] Zu dieser Zeit oder etwas später ergriff ihn plötzlich die Philosophie, d. h. das Nachdenken über philosophische Probleme, so stark und so völlig gegen seinen Willen, dass er schwer unter der doppelten und widerstreitenden inneren Berufung litt und sich wie zerspalten vorkam.“
Nach dem Abschlussdiplom als Ingenieur 1908 ging Wittgenstein ins britische Manchester, wo er an der Universitätsabteilung für Ingenieurwissenschaften versuchte, einen Flugmotor zu bauen. Diesen Plan gab er jedoch bald auf. Danach arbeitete er an „Verbesserungsvorschlägen für Flugzeugpropeller“, einem Projekt, für das er am 17. August 1911 ein Patent erhielt.
Schließlich dominierte die Philosophie: Nicht zuletzt auf Anregung Gottlob Freges, den er 1911 in Jena besuchte, nahm Wittgenstein ein Studium in Cambridge am Trinity College auf, wo er sich intensiv mit den Schriften Bertrand Russells beschäftigte – insbesondere mit den Principia Mathematica. Sein Ziel war es, wie bei Gottlob Frege die mathematischen Axiome aus logischen Prinzipien abzuleiten. Russell zeigte sich nach den ersten Begegnungen unbeeindruckt von Wittgenstein: „Nach der Vorlesung kam ein hitziger Deutscher, um mit mir zu streiten […]. Eigentlich ist es reine Zeitverschwendung, mit ihm zu reden.“ (16. November 1911.) Doch nach nicht einmal zwei Wochen sollte sich Russells Meinung ändern: „Ich fange an, ihn zu mögen; er kennt sich aus in der Literatur, ist sehr musikalisch, angenehm im Umgang (ein Österreicher), und ich glaube, wirklich intelligent.“ Schon bald hielt Russell seinen Studenten für höchst talentiert, und war schließlich überzeugt davon, Wittgenstein sei geeigneter als er, sein logisch-philosophisches Werk fortzuführen. Russell urteilte über ihn:

„[Wittgenstein was] … one of the most exciting intellectual adventures [of my life]. … [He had] fire and penetration and intellectual purity to a quite extraordinary degree. … [He] soon knew all that I had to teach.
His disposition is that of an artist, intuitive and moody. He says[,] every morning he begins his work with hope, and every evening he ends in despair.“

„[Wittgenstein war] … eines der aufregendsten intellektuellen Abenteuer [meines Lebens]. … [Er hatte] Feuer und Eindringlichkeit und eine intellektuelle Reinheit in einem ganz außergewöhnlichen Ausmaß. … Nach kurzer Zeit hatte [er] alles gelernt, was ich als Lehrer anzubieten hatte.
Seine Verfassung ist die eines Künstlers, intuitiv und launisch. Er sagt, daß er seine Arbeit jeden Morgen hoffnungsvoll beginne und jeden Abend in Verzweiflung ende.“

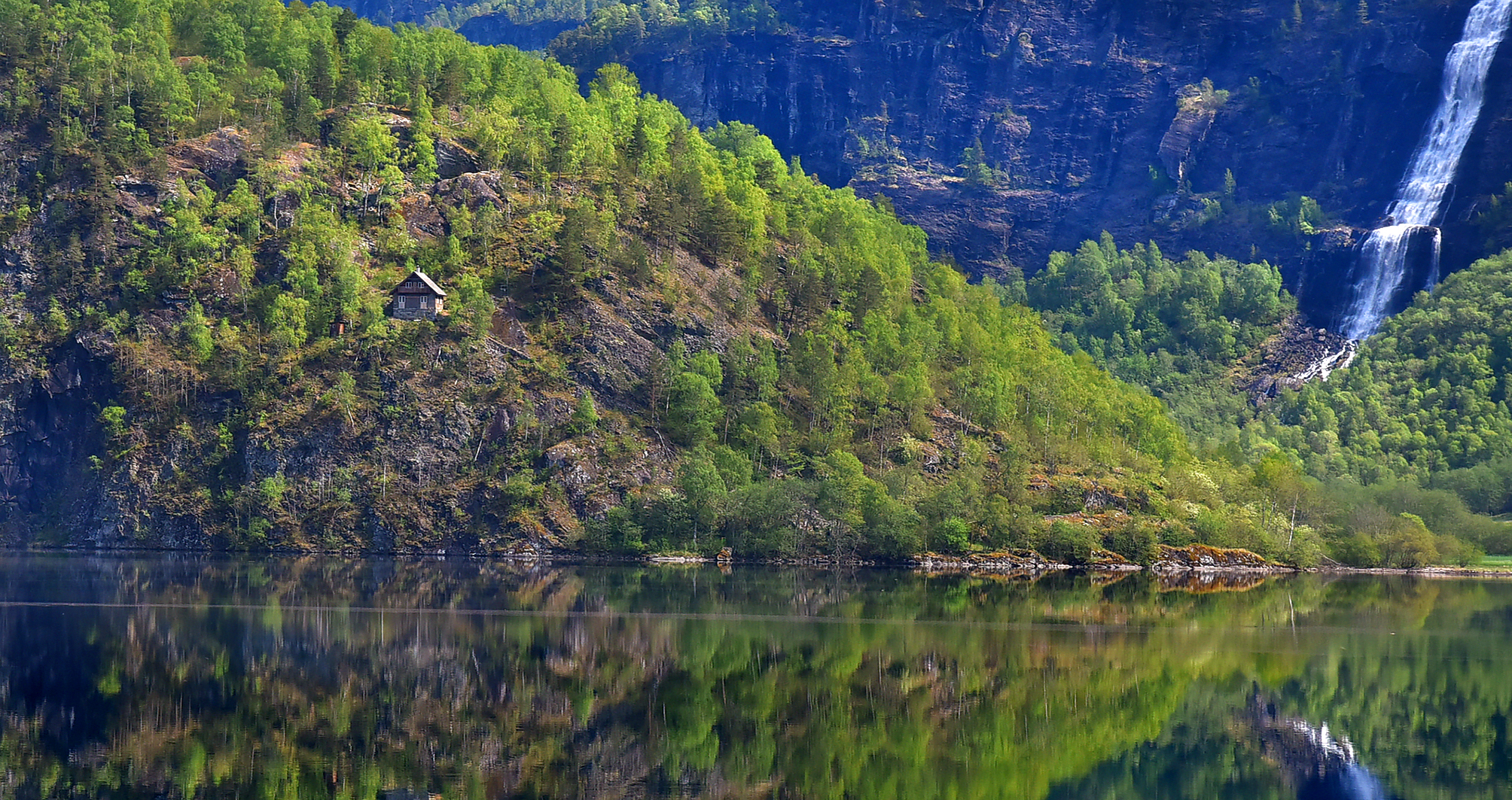
Das restaurierte Haus von Ludwig Wittgenstein in Skjolden, Norwegen. Foto von Vadim Chuprina 2024

Unter anderem mit Russells Unterstützung wurde Wittgenstein im November 1911 in die elitäre Geheimgesellschaft Cambridge Apostles gewählt. In David Pinsent fand er in Cambridge seinen ersten Geliebten.
In Skjolden in Norwegen ließ er auf einem entlegenen Fels das von ihm selbst entworfene Holzhaus Østerrike aufstellen, das er mit Pinsent bewohnte und wo er, mehrmals für einige Monate ab 1913, an einem System der Logik arbeitete (das 1958 abgetragene Haus wurde 2019 wieder am originalen Standort aufgebaut). Dass Wittgenstein homosexuell war, wurde zuerst durch seinen Biographen William Warren Bartley im Jahre 1973 auf der Basis von Aussagen anonymer Freunde Wittgensteins und zweier in Geheimschrift verfasster Tagebücher öffentlich gemacht.
1912 begann Wittgenstein mit der Arbeit an seinem ersten philosophischen Werk, der Logisch-philosophischen Abhandlung, die er bis 1917 in einem Tagebuch als Notizen festhielt. Auch während seiner Zeit als österreichischer Freiwilliger im Ersten Weltkrieg beschäftigte er sich weiter damit, bis er das Werk schließlich im Sommer 1918 vollendete. Es erschien jedoch erst 1921 in einer fehlerhaften Version in der Zeitschrift Annalen der Naturphilosophie. 1922 wurde schließlich eine zweisprachige Ausgabe unter dem heute bekannten Titel der englischen Übersetzung veröffentlicht: Tractatus Logico-Philosophicus. Abgesehen von zwei kleineren philosophischen Aufsätzen und einem Wörterbuch für Volksschulen blieb die Logisch-philosophische Abhandlung das einzige zu Lebzeiten veröffentlichte Werk Wittgensteins.
Im Rahmen seiner Kontakte zu der von Ludwig von Ficker herausgegebenen Kulturzeitschrift Der Brenner und dem Innsbrucker „Brenner-Kreis“ lernte Wittgenstein Werke des Dichters Georg Trakl kennen. Im Juli 1914 beschloss Wittgenstein, einen Teil seines beachtlichen Erbes für wohltätige Zwecke zu verwenden und übergab Ficker 100.000 Kronen mit der Bitte, das Geld nach Gutdünken an bedürftige österreichische Künstler zu verteilen. Gefördert wurde unter anderem Trakl mit einer einmaligen Summe von 20.000 Kronen.
Im Ersten Weltkrieg kämpfte Wittgenstein als österreichischer Soldat an der Ostfront in Galizien. Durch die guten familiären Kontakte nach England – insbesondere zu Bertrand Russell – war Wittgenstein in der Lage, durch den Vatikan mit Freunden im neutralen Norwegen und der Schweiz auf der „anderen Seite“ in Briefkontakt zu bleiben. Bei Kriegsende wurde er bei Asiago von den Italienern gefangen genommen und in das Offiziersgefängnis in Monte Cassino gebracht. Sein englischer Freund John Maynard Keynes konnte sich als Mitglied der Friedenskonferenz in Paris für seine Freilassung einsetzen. Auch mit seinem Vetter, dem späteren Nobelpreisträger Friedrich August von Hayek,  mit dem er in Österreich und England in Kontakt stand, blieb er in Verbindung. Nach der Lektüre der Kurzen Darlegung des Evangeliums von Leo Tolstoi äußerte er gegenüber dem Freund Franz Parak den Wunsch, in Zukunft Kindern das Evangelium zu lehren. Durch die Schrecken des Krieges wurde er vom Logiker zum Mystiker im Sinne der „negativen Theologie“. So reifte in ihm der Plan, Volksschullehrer zu werden.

### Frühwerk
Mit der Logisch-philosophischen Abhandlung (Tractatus) vollzog Wittgenstein den linguistic turn (sprachkritische Wende) in der Philosophie. In der Variante Wittgensteins bedeutet dies unter anderem: Philosophische Probleme kann nur verstehen oder auflösen, wer begreift, durch welche Fehlanwendung von Sprache sie überhaupt erst erzeugt werden. Ziel philosophischer Analysen ist die Unterscheidung von sinnvollen und unsinnigen Sätzen durch eine Klärung der Funktionsweise von Sprache: „Alle Philosophie ist ‚Sprachkritik‘.“ Die Hauptgedanken des Tractatus erwuchsen aus der Auseinandersetzung – und in gegenseitiger Befruchtung – mit Bertrand Russell und werden meist der Philosophie des Logischen Atomismus zugerechnet.
Der Kern von Wittgensteins früher Philosophie ist die Abbildtheorie der Sprache. Danach zerfällt die Wirklichkeit in „Dinge“ (Sachen, die sich zueinander verhalten). Jedes „Ding“ hat einen „Namen“ in der Sprache. Bedeutung erhalten diese Namen erst durch ihr Zusammenstehen im Satz. Sätze zerfallen – wie die Wirklichkeit in Dinge – in deren Namen. Wenn die Anordnung von Namen im Zeichen eines Satzes die gleiche Struktur aufweist wie die Anordnung der von den Namen vertretenen Gegenstände in der Wirklichkeit, also denselben „Sachverhalt“ darstellt, wird ein Satz dadurch wahr. Bilden die Dinge in Wirklichkeit einen anderen Sachverhalt als ihre Namen im Satzzeichen, wird ein Satz dadurch falsch.
„Sinnlos“ sind dagegen Sätze, die unabhängig von Sachverhalten in der Wirklichkeit wahr oder falsch sind, also zum Beispiel Tautologien und Kontradiktionen. Wogegen Sätze „unsinnig“ genannt werden, deren Zeichen überhaupt keine Dingverbindungen in der Wirklichkeit darstellt wie: „Der Satz, den ich hiermit ausspreche, ist falsch“. Dieser Satz bezieht sich nicht auf eine mögliche Dingverbindung oder Wirklichkeit, sondern auf sich selbst, was laut Wittgenstein „Unsinn“ ergibt. Das gilt ebenso für Sätze, die vorgeben, etwas zu sagen, was über die reine Anordnung von Dingen in der Welt hinausgeht, indem sie sich zum Beispiel etwas ausbitten oder das von ihnen Vorgestellte „gut“ oder „schlecht“ nennen; denn solcher Wert, den die im Satzzeichen vorgestellte Wirklichkeit haben soll, erhellt nie nur aus ihrer Struktur und kann folglich auch nichts sein, was in einer Konstellation von Namen erscheint. Ein Wert lässt sich daher nach Wittgenstein (Tractatus 7) nicht aussprechen, höchstens „erschweigen“ (könnte daher vielleicht in durch bestimmte Haltungen informierten Reaktionen oder Taten, nie aber in ihn beschreibenden Sätzen erscheinen).
Sich selbst beschreibt die Logisch-philosophische Abhandlung gegen Schluss: „Meine Sätze erläutern dadurch, dass sie der, welcher mich versteht, am Ende als unsinnig erkennt, wenn er durch sie – auf ihnen – über sie hinausgestiegen ist.“ Sein Vorwort (Wien, 1918) schließt mit den Worten: „Dagegen scheint mir die Wahrheit der hier mitgeteilten Gedanken unantastbar und definitiv. Ich bin also der Meinung, die Probleme im Wesentlichen endgültig gelöst zu haben. Und wenn ich mich hierin nicht irre, so besteht der Wert dieser Arbeit zweitens darin, daß sie zeigt, wie wenig damit getan ist, daß die Probleme gelöst sind.“
Einen Sinn spricht Wittgensteins Philosophie sich damit selber ab, da von ihr kein „Ding“-Zusammenhang, nichts „Wirkliches“, umrissen wird; vielmehr beinhaltet die gesamte Struktur der Logisch-philosophischen Abhandlung den „logischen Raum“ schlechthin – als „unsinnige“ Form oder Möglichkeit jedweder Wirklichkeit oder überhaupt denkbaren Sinnes. Wittgenstein legt nahe, dass das, was Sinn ermöglicht, nicht selbst sinnvoll sein kann. Später veranschaulicht Wittgenstein dies mit dem Bild des Urmeters, das selbst keine Länge habe verglichen mit Gegenständen, die zu Länge gelangten, indem sie so lang „wie“ das Urmeter seien.
Wittgenstein entwickelte in der Nachfolge von Gottlob Frege und vermutlich unabhängig von Charles S. Peirce im Tractatus logico-philosophicus die sogenannten Wahrheitstabellen, die heute in den meisten Lehrbüchern der Logik erwähnt werden. „Es handelt sich, ganz eigentlich um die Darstellung eines Systems“. Laut Wittgenstein liegt die Logik aller Einzelerkenntnis zugrunde – und markiert zugleich deren Grenze: „Die Grenzen meiner Sprache bedeuten die Grenzen meiner Welt“. In diesem Sinne gibt Wittgenstein im Vorwort der Logisch-philosophischen Abhandlung an: „Man könnte den ganzen Sinn des Buches etwa in die Worte fassen: Was sich überhaupt sagen läßt, läßt sich klar sagen; und wovon man nicht reden kann, darüber muß man schweigen.“

### Übergangszeit

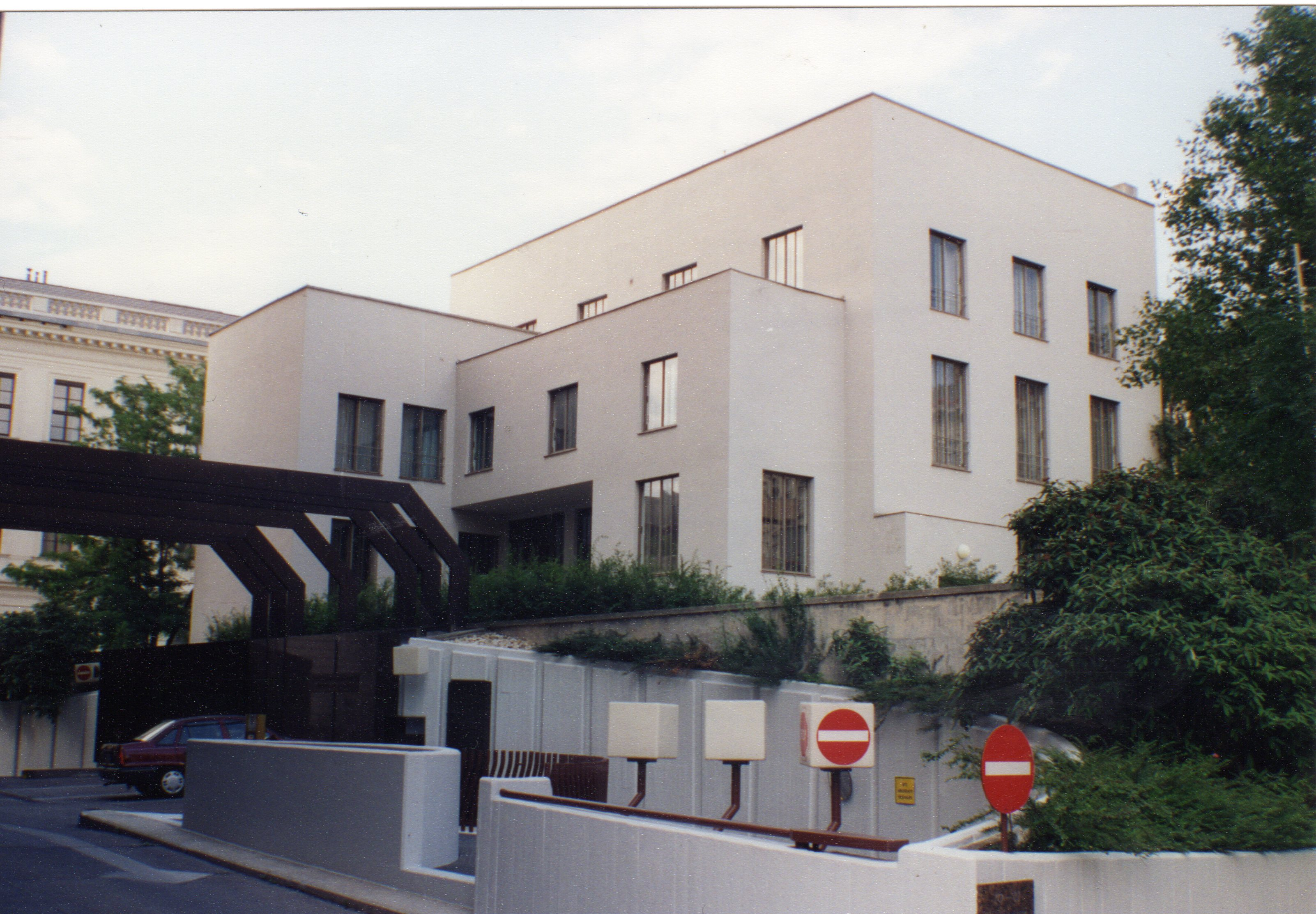
Haus Wittgenstein, Wien. Es diente ursprünglich als Wohnpalais für Wittgensteins Schwester Margarethe Stonborough-Wittgenstein. Wittgenstein selbst hat es in Zusammenarbeit mit dem Architekten Paul Engelmann, einem Schüler von Adolf Loos, entworfen.

Mit der Veröffentlichung der Logisch-philosophischen Abhandlung glaubte Wittgenstein, seinen Beitrag für die Philosophie geleistet zu haben, und wandte sich anderen Tätigkeiten zu. Noch während der Kriegsgefangenschaft in Italien entschied er sich, vermutlich unter dem Eindruck der Lektüre von Leo Tolstoi, für den Beruf des Lehrers. Sein gewaltiges Erbe teilte er unter seinen Geschwistern auf, einen Teil spendete er im Laufe der Zeit jungen Künstlern, unter anderem Adolf Loos, Georg Trakl und Rainer Maria Rilke.
Zunächst besuchte Wittgenstein 1919/1920 die Lehrerbildungsanstalt in Wien. Danach wurde er für einige Zeit Volksschullehrer „in einem der kleinsten Dörfer, es heißt Trattenbach und liegt etwa eine Stunde südlich von Wien im Gebirge“, war jedoch in pädagogischer Hinsicht unzufrieden. Nach zwei Jahren wechselte er in das Dorf Puchberg am Schneeberg, wo, wie schon zuvor in Trattenbach, immer wieder Spannungen zwischen Wittgenstein und den Eltern seiner Schüler auftraten. Binnen zweier Jahre wechselte Wittgenstein erneut die Stelle und wurde Lehrer in Otterthal, wo er auch ein – für diese Zeit fortschrittliches – Wörterbuch für Volksschulen schrieb und herausgab. Nachdem er im April 1926 einem elfjährigen Schüler auf den Kopf geschlagen hatte und dieser bewusstlos wurde, reichte Wittgenstein beim Bezirksschulinspektor ein Entlassungsgesuch ein, bevor offizielle Schritte eingeleitet werden konnten. Wittgenstein arbeitete daraufhin einige Monate als Gärtnergehilfe in einem Kloster in Hütteldorf bei Wien, wo er in einem Werkzeugschuppen des Gartens wohnte, und erwog auch – nicht zum ersten Mal –, als Mönch dem Klosterorden beizutreten, wovon ihm jedoch ein Abt des Klosters abriet.

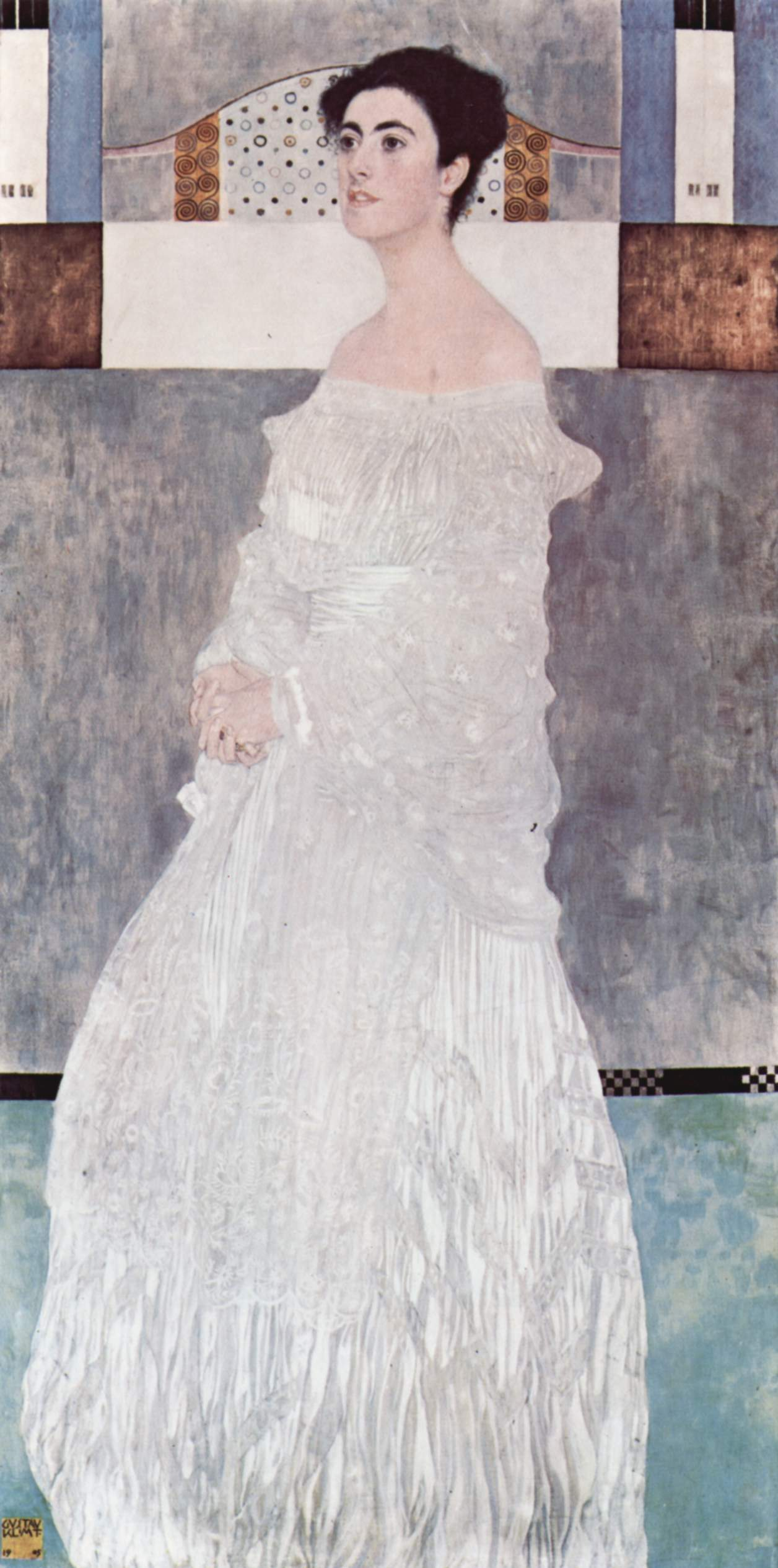
Klimt: Porträt von Margarethe Stonborough-Wittgenstein, 1905

Von 1926 bis 1928 erstellte er zusammen mit dem Architekten Paul Engelmann, einem Schüler von Adolf Loos, für seine Schwester Margarethe Stonborough-Wittgenstein ein repräsentatives Stadt-Palais in Wien (Haus Wittgenstein). Das im Stil der Moderne erbaute Palais wurde bald zu einem Mittelpunkt kulturellen Lebens in Wien und zu einem Treffpunkt des Wiener Kreises, einer Gruppe von Philosophen und Wissenschaftstheoretikern, mit denen er in Kontakt stand.
Wittgenstein war hauptsächlich für die innenarchitektonische Gestaltung des Hauses zuständig. Er erstellte eigene Entwürfe für Einrichtungsgegenstände, so z. B. eine Türklinke, die u. a. neben einem Entwurf von Walter Gropius zu den Klassikern der Türklinken zählt. Die Wittgenstein-Türklinke ist äußerst einfach, sie ist nicht mehr als ein rechtwinklig abgebogenes Stück Rundstahl.
Daneben war er bildhauerisch tätig und schuf eine Büste im Stile des Wiener Künstlers Michael Drobil. Auch bei diesen praktischen Tätigkeiten zeigte sich die selbstbezogene Arbeitsweise Wittgensteins. Ziel seiner Arbeit war nicht allgemeiner gesellschaftlicher Nutzen, sondern er strebte intellektuelle und psychische Reinheit und Klarheit an. Später schrieb Wittgenstein rückblickend: „Die Arbeit an der Philosophie ist – wie vielfach die Arbeit in der Architektur – eigentlich mehr die/eine Arbeit an Einem selbst. An der eigenen Auffassung. Daran, wie man die Dinge sieht (Und was man von ihnen verlangt).“
Ende der 1920er Jahre begann Wittgenstein sich wieder intensiv mit philosophischen Fragen zu beschäftigen. Dabei stand er in Kontakt zu einigen Mitgliedern des Wiener Kreises, deren Diskussionen er maßgebend beeinflusste (wenngleich in einer Weise, die Wittgenstein nicht guthieß, da er der Meinung war, dass er nicht richtig verstanden worden sei). Durch einen Vortrag des intuitionistischen Mathematikers L. E. J. Brouwer wurde er – so zumindest nach einem Bericht von Herbert Feigl – schließlich nachhaltig aufgerüttelt und wandte sich wieder der Philosophie zu. Während dieser „Übergangsphase“ vertrat Wittgenstein kurzfristig eine Auffassung, die sich als eine Form des Verifikationismus beschreiben lässt: Die Kenntnis der Bedeutung von Sätzen geht einher mit der Kenntnis der einschlägigen Verifikations- oder Beweisverfahren.

### Spätwerk
Im Jahre 1929 kehrte Wittgenstein als Philosoph nach Cambridge zurück, wo er zunächst bei Bertrand Russell und George Edward Moore in einer mündlichen Prüfung über seinen Tractatus promovierte. Nach der mündlichen Doktorprüfung soll Wittgenstein seinen Prüfern auf die Schulter geklopft haben mit den Worten: Don’t worry, I know you’ll never understand it. („Nehmen Sie es nicht so schwer. Ich weiß, dass Sie es wohl nie verstehen werden“). Moore schrieb in seinem Bericht zur Prüfung: I myself consider that this is a work of genius; but, even if I am completely mistaken and it is nothing of the sort, it is well above the standard required for the Ph.D. degree. („Ich persönlich halte dieses Werk für das eines Genies; aber selbst wenn ich mich vollständig irren sollte, liegt es immer noch weit über den Anforderungen für den Doktorgrad.“) Da Wittgenstein sein Erbe während des Ersten Weltkriegs an seine Geschwister verteilt hatte, war seine finanzielle Lage zunächst schlecht, sodass er auf Stipendien angewiesen war. Anfang der 1930er Jahre erhielt er einen Lehrauftrag. Ab 1936 unternahm Wittgenstein mit seinem Lebenspartner Francis Skinner mehrere Reisen nach Norwegen, Wien und Russland.

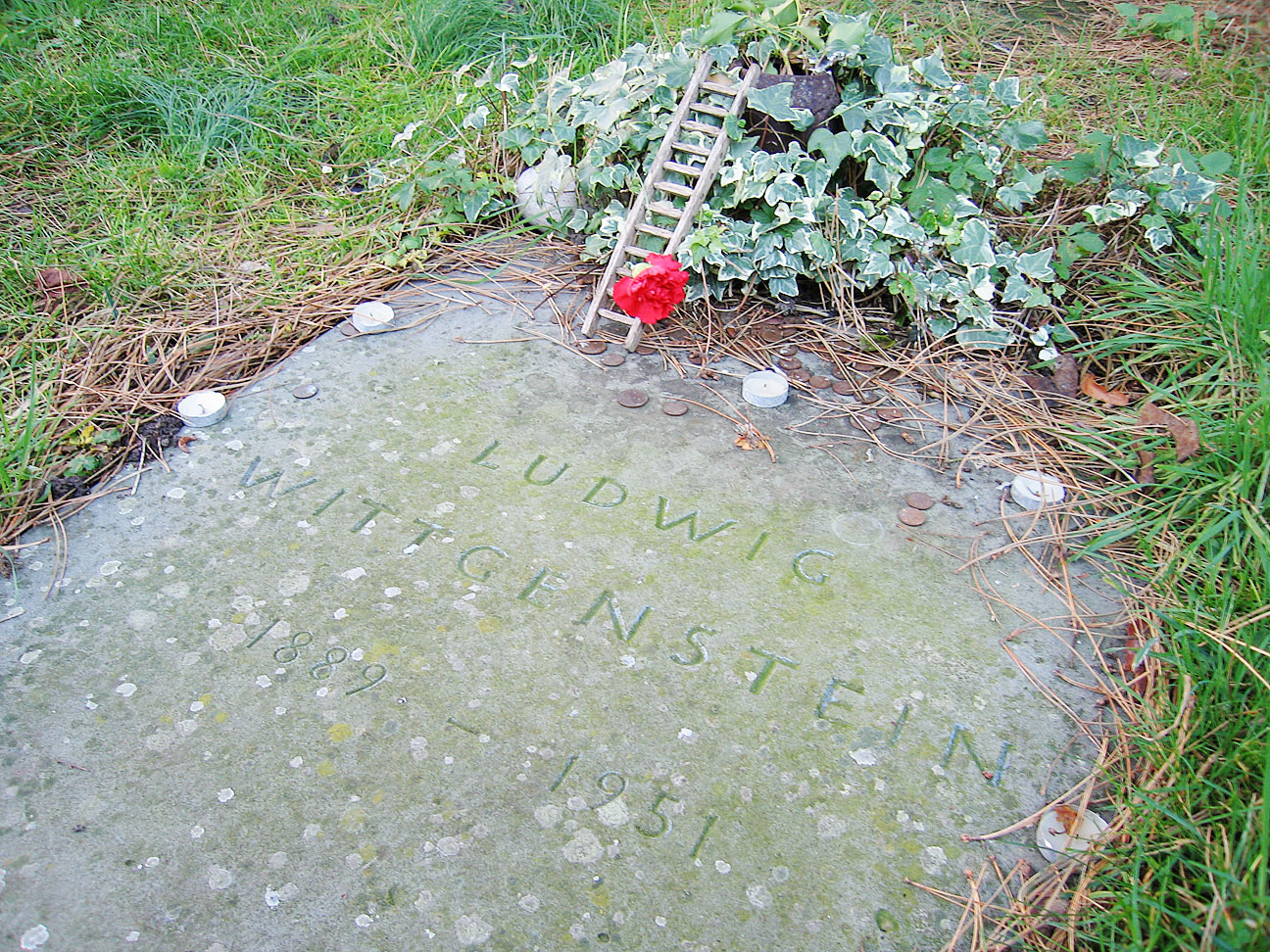
Wittgensteins Grabstein in Cambridge

Im Jahre 1939 wurde Wittgenstein in der Nachfolge von Moore zum Philosophieprofessor in Cambridge berufen; er behielt die Professur bis 1947. Kurz nach seiner Berufung erwarb er die britische Staatsbürgerschaft. Dies war insbesondere dem Umstand geschuldet, dass nach dem „Anschluss“ Österreichs an NS-Deutschland am 12. März 1938 Wittgenstein nun deutscher Staatsbürger war und im Sinne der Nürnberger Gesetze als Jude galt.
Während der 1930er Jahre gab Wittgenstein zahlreiche Kurse und hielt Vorlesungen. Immer wieder versuchte er, seine neuartigen Gedanken, die er unter anderem in Auseinandersetzung mit seinem Erstlingswerk entwickelte, in einem Buch zusammenzufassen und erstellte zahlreiche Manuskripte und Typoskripte. Wichtige Schritte waren The Blue Book (Typoskript eines Diktats seiner Vorlesung über die Philosophie der Mathematik), The Big Typescript (das rasch verworfene Konzept eines Buches) und The Brown Book (Typoskript einer Ausarbeitung zum Thema Sprachspiele mit einer Vielzahl von Beispielen). Weitere Manuskripte waren die Philosophischen Bemerkungen und die Philosophische Grammatik. Trotz seiner intensiven Bemühungen gelang es Wittgenstein nicht, sein Buchprojekt zu beenden. Etwa ab 1936 begann Wittgenstein mit den Philosophischen Untersuchungen, die sich bis etwa 1948 hinzogen. Dieses zweite große Werk hat er selbst weitgehend fertiggestellt, es erschien jedoch erst posthum 1953. Hierdurch gelangte er schnell zu Weltruhm. Denn dieses Werk beeinflusste die Philosophiegeschichte noch stärker als die Logisch-philosophische Abhandlung (Tractatus). Es gilt als eines der Hauptwerke der sprachanalytischen Philosophie. In den 1940er Jahren entstand auch das Manuskript Philosophische Bemerkungen über die Grundlagen der Mathematik.
Während des Zweiten Weltkriegs wurde Wittgenstein nochmals praktisch tätig. Er arbeitete freiwillig als Pfleger in einem Londoner Krankenhaus, 1943 schloss er sich als Laborassistent einer medizinischen Forschungsgruppe an, die den hämorrhagischen Schock untersuchte, und entwarf Experimente und Laborgeräte. Er entwickelte Apparaturen zur kontinuierlichen Messung von Puls, Blutdruck, Atemfrequenz und Atemvolumen, dabei bediente er sich auch der Erfahrungen, die er während der Entwicklung seines Flugmotors gemacht hatte.
Im Jahre 1944 nahm er seine Vorlesungen in Cambridge wieder auf. Nach dem Zweiten Weltkrieg setzte Wittgenstein seine Philosophischen Untersuchungen fort und arbeitete unter anderem an der Philosophie der Wahrnehmung und zu den Themen Gewissheit und Zweifel. Aber auch zu vielen kulturellen und wissenschaftstheoretischen Themen hat Wittgenstein Beiträge geliefert. 1939 schrieb er: „Die Menschen heute glauben, die Wissenschaftler seien da, sie zu belehren, die Dichter und Musiker etc., sie zu erfreuen. Dass diese sie etwas zu lehren haben, kommt ihnen nicht in den Sinn.“
Im Oktober 1947 beendete Wittgenstein seine Tätigkeit an der Universität, um sich ganz seiner Philosophie zu widmen. Er lebte von da an zurückgezogen und verbrachte einige Zeit in Irland. Der Schwerpunkt seiner Arbeiten lag auf der „Philosophie der Psychologie“, die Gegenstand des II. Teils der „Philosophischen Untersuchungen“ wurde. Es ist umstritten, ob die Aufnahme dieser Gedanken in die Philosophischen Untersuchungen dem Willen Wittgensteins entspricht. 1949 konnte er sein zweites Hauptwerk dann abschließen.
Wittgenstein starb 1951 an Krebs. Da er es ablehnte, ins Krankenhaus zu gehen, verlebte er die letzten Wochen im Hause seines Arztes Edward Bevan, der ihn bei sich aufgenommen hatte. Als dessen Frau Wittgenstein am Tag vor seinem Tod mitteilte, seine englischen Freunde würden ihn am nächsten Tag besuchen, soll er gesagt haben: „Sagen Sie ihnen, dass ich ein wundervolles Leben gehabt habe.“ Wittgensteins Grab befindet sich auf dem Ascension Parish Burial Ground in Cambridge.

## Werkinterpretationen
Wittgensteins Philosophie wurde zu verschiedenen Zeiten unterschiedlich wahrgenommen und interpretiert. Ein Grund dafür ist neben anderen, dass er nur ein Werk zu Lebzeiten veröffentlicht hat und dass die Herausgeber der Philosophischen Untersuchungen, was den zweiten Teil betrifft, einige zweifelhafte Entscheidungen getroffen hatten. Auch der schwer zu deutende, aphoristische Stil führt dazu, dass Wittgenstein von teilweise sehr unterschiedlichen philosophischen Schulen vereinnahmt werden konnte. So wurde er von den Mitgliedern des Wiener Kreises so gelesen, als stünde er den Gedanken des Logischen Positivismus nahe. In den 1960er Jahren gab es die Tendenz, in Wittgenstein einen Vertreter oder zumindest Vordenker der Philosophie der normalen Sprache zu sehen. Auch die inhaltliche Auseinandersetzung und technische Interpretation unterliegt noch stetigem Wandel. In der Tractatus-Interpretation stand lange die Frage nach der Natur der Wittgensteinschen Gegenstände im Vordergrund, in der Interpretation seiner späten Philosophie ging es lange um den Begriff der Bedeutung, dann um das Konzept der Sprachspiele und Lebensform, dann um das Problem der Privatsprache und in den 1980er Jahren sah es, was die Rezeptionsgeschichte betrifft, ausgehend von Saul Kripkes Wittgenstein über Regeln und Privatsprache so aus, als seien Wittgensteins Gedanken zum Problem des Regelfolgens der Schlüssel zum Verständnis des Gesamtwerkes.
Seit etwa Mitte der 1990er Jahre wird die Diskussion über Wittgensteins Philosophie beherrscht von Vertretern einer sogenannten resoluten Lesart, die sich gegen eine Standardinterpretation richten. Diese Betrachtung kam mit den Arbeiten Cora Diamonds zum Tractatus auf. Besonders in den USA folgten viele Philosophen Diamond und entwarfen ein teilweise radikal von der Standardinterpretation abweichendes Bild Wittgensteins. Die beiden Hauptmerkmale dieser Richtung, die manchmal als Neuer Wittgenstein bezeichnet wird, sind die strikte Interpretation des Unsinn-Begriffs, der zufolge der gesamte Tractatus (außer dem sogenannten Rahmen, Vorwort und Schlussbemerkungen) im wörtlichen Sinne unsinnig ist, im Gegensatz zu der gewöhnlichen Lesart, nach der die unsinnigen metaphysischen Sätze des Tractatus dennoch tiefe Wahrheiten vermitteln. Wegen dieser strikten Interpretation bezeichnen die Verfechter sich als „resolute“ Leser. Diese Richtung wurde auch „therapeutisch“ genannt, da die Sätze Wittgensteins einen therapeutischen Zweck gehabt hätten. Die zweite Klammer, die die resoluten Leser verbindet, ist die Überzeugung von der grundsätzlichen Kontinuität des Denkens Wittgensteins. Dem gegenüber behaupten die Vertreter der „Standardinterpretation“, mehr oder weniger einheitlich, einen Bruch in der philosophischen Entwicklung Wittgensteins.
Die Auseinandersetzung der beiden Lager geht teilweise über den in der Philosophie üblichen Schlagabtausch hinaus. Der von den resoluten Lesern als Galionsfigur der Standardinterpretation angesehene Peter Hacker nennt es nicht überraschend, dass die neue Interpretation wegen der heute verbreiteten postmodernen Vorliebe für das Paradoxe Anhänger findet. Während James Ferguson Conant, ein Hauptvertreter der resoluten Lesart, ironisch von einem „Schisma“ spricht und entsprechend die Anhänger der neuen Lehre „Ungläubige“ nennt, geht Rupert Read so weit, von „Tractatus-Kriegen“ zu sprechen.

### Deutung der Spätphilosophie – Therapie vs. Metaphysik
Vielfältiger noch als die Ansichten zu Wittgensteins Frühwerk sind die zu seinem Spätwerk, die sich stark widersprechen. Dies liegt auch daran, dass Wittgenstein sein Werk kaum erläutert hat und bis zu seinem Tod um Formulierungen rang:

„Nach manchen missglückten Versuchen, meine Ergebnisse zu einem solchen Ganzen zusammenzuschweißen, sah ich ein, dass mir dies nie gelingen würde. Dass das Beste, was ich schreiben konnte, immer nur philosophische Bemerkungen bleiben würden; dass meine Gedanken bald erlahmten, wenn ich versuchte, sie, gegen ihre natürliche Richtung, in ‚einer‘ Richtung weiterzuzwingen.“

Wittgensteins meist kurze Dialoge in seinem Spätwerk gelten als stilistisch brillant. Als problematisch für das Verständnis wird angesehen, dass sein Zugang traditionslos ist; besonders der späte Wittgenstein hat in der Philosophiegeschichte keine Vorläufer und stiftet eine neue, beispiellose Art zu denken. Viele meinen daher, diese Art zu denken müsse erlernt werden wie eine fremde Sprache.
Nur wenige Philosophen haben so beißend über das Philosophieren geurteilt wie Wittgenstein in seinem späten Denken. Er hielt die „großen philosophischen Probleme“ letztlich für „Geistesstörungen“, die unter anderem entstünden, „indem man philosophiere“. Sie würden dadurch zu fixen Ideen, die einen nicht mehr loslassen – in der Regel, weil wir uns in einen unzuträglichen Sprachgebrauch verrannt haben. „Es ist eine Hauptquelle unseres Unverständnisses, daß wir den Gebrauch unserer Wörter nicht übersehen“ heißt es in den Philosophischen Untersuchungen, der Hauptquelle seiner späten Philosophie.
Die Ähnlichkeit der Sätze „Ich habe einen Stuhl“, „Ich habe einen Eindruck“, „Ich habe Zahnschmerzen“ verführt zur Auffassung, man „habe“ Eindrücke oder Empfindungen in gleicher Weise wie „Stühle“ (raumeinnehmende Gegenstände, deren Besitz man durch Verkauf oder Einäscherung verlieren kann) – wodurch sich das Bild aufdrängt, Wörter wie „Eindruck“, „Empfindung“ oder auch „Gedanke“, „Zahl“ müssten wie „Stuhl“ für irgendwie Raumeinnehmendes – wenn nicht Sichtbares, dann Unsichtbares – stehen: etwa für „Ideen“ oder das, was man durch „Nachschauen“ in seinem „Innersten erblicken“ könne. Wittgenstein zielt darauf ab, solche unwillkürlichen Bilder (die hier etwa einen „inneren Raum“ mit „unsichtbaren Gegenständen“ suggerieren) zu überwinden, indem er zum Beispiel ihre Entstehung ins Bewusstsein hebt. Sein Philosophieren hat, wie er sagt, mit der „Entdeckung“ (und dadurch Entschärfung) „schlichten Unsinns“ zu tun, infolge dessen sich der Verstand „Beulen“ – „beim Anrennen an die Grenzen der Sprache“ – geholt habe.
Bis zu diesem Punkt sind sich die Interpreten einig, neigen dann aber dazu, die Schlussfolgerungen, die Wittgenstein zieht, unterschiedlich zu deuten. Seine „Philosophie“, sagt er, lasse „alles, wie es ist“ – stelle „alles bloß hin“ und folgere nicht. „Da alles offen“ liege, sei folglich „nichts zu erklären.“
„Wollte man Thesen in der Philosophie aufstellen, es könnte nie über sie zur Diskussion kommen, weil Alle mit ihnen einverstanden wären.“ Darüber, wie dies Diktum zu verstehen sei, bilden die Interpreten zwei Schulen. Die eine betont, Wittgenstein liege keineswegs daran, uns bislang verborgene Zusammenhänge der Welt zu „erklären“; er wolle ausschließlich Übel oder Schwindel auslösende Fixierungen oder Paradoxa des Denkens lösen. Im Folgenden wird diese Lesart die entzaubernde oder therapeutische Auffassung genannt. Eine andere Schule findet dagegen, Wittgenstein habe zwar nichts Welterklärendes, aber durchaus Bestimmtes im Hinblick etwa auf die Grenzen von Sinn beobachtet. Entscheidend sei dazu seine neue Art der Aufklärung und Begründung: die „Grammatik“beschreibung. Wobei Wittgenstein unter „Grammatik“ etwas über Normen der Wortverwendung Hinausgehendes verstehe, das man mit „Gepflogenheiten“, „Lebensform“ (oder „Programm“) übersetzen könne. Er nenne es „Grammatik“, insofern es sich dabei um etwas Geregeltes, etwas Lernbares handle, auf das Anwender „abgerichtet“ werden könnten. Hinter diese Grammatik lasse sich nach Wittgenstein nicht zurückgehen; sie sei absolut. Diese Auffassung, die beim späten Wittgenstein hauptsächlich Grammatik-Beschreibungen (Sinneingrenzungen) interpretiert, heißt im Folgenden ‚metaphysisch‘, da es ihr um die „letzten Dinge“ geht: das, was grundlos hinzunehmen ist.
Laut dem lösungsorientiert-therapeutischen Zugang wird man Wittgensteins Spätwerk nicht gerecht, wenn man versucht, die unmittelbare Beschreibung von etwas Absolutem daraus abzulesen. Wittgenstein hat, so heißt es hier, dergleichen nirgends beschrieben, sondern – im Gegenteil – Verfahren entworfen (nie vorgeschrieben, immer nur vorgeschlagen) zur Lösung von geisteslähmenden Absolutheitsanmutungen, deren Wurzel er in der unhinterfragten Annahme bestimmter Bilder sah. Unter „Bild“ habe er die Verfestigung einer bestimmten Auffassung zu etwas Selbstverständlichem, Unhinterfragbarem, eben „Absolutem“ verstanden, Vorstellungen wie beispielsweise, Zahlen stünden für Gegenstände – oder man müsse die Zeit wie Raum vermessen können. Die Anwesenheit von Emphase oder Modaloperatoren zeige nach Wittgenstein immer auf ein Bild: etwas Verabsolutiertes.
Wittgensteins Lösungsverfahren entwickelt nun zum Beispiel Vergleichsobjekte, um den Bann eines „Bildes“ zu brechen. Ein philosophisches Problem infolge eines solcherart den Verstand lähmenden Bildes sei etwa das Messen von Zeit. Das seiner Ansicht nach problematische Bild ist hier das des Meterstabes, der das, was er vermisst, bereits einnimmt: Raum. Wie ist es so aber möglich, Zeit zu messen? Mit welchem „Meterstab“, der Zeit – Vergangenheit wie Zukunft – bereits einnähme? Zeit lässt sich also nicht messen! Was ist dann aber eine Stunde? Wittgenstein löst das Gefühl der Unsicherheit, indem er ein anderes „Vergleichsobjekt“ vorstellt: Man solle Zeitmessen mit Raummessen nicht durch Meterstab, sondern Abschreiten vergleichen. Wittgenstein sage nicht, betont das Lager der Anhänger der sogenannten therapeutischen Lesart, Zeitmessen sei ein Abschreiten von Raum; er stelle lediglich als Beispiel einen anderen Vergleichsgegenstand vor: Man könne Zeitmessen auch analog zum Raummessen mittels Abschreiten – statt Meterstabverwendung – sehen. So löse sich der Krampf. „Die eigentliche Entdeckung ist die, die mich fähig macht, das Philosophieren abzubrechen, wann ich will … Es wird nun an Beispielen eine Methode gezeigt, und die Reihe dieser Beispiele kann man abbrechen. – Es werden Probleme gelöst (Schwierigkeiten beseitigt), nicht ein Problem“.
Für die Anhänger der „metaphysischen“ Lesart ist dieser Zugang Wittgensteins eine Weiterung von Fähigkeiten, die erst einmal erworben sein wollen – vor allem die Methode der hinnehmenden Veranschaulichung von Sprachspielen, ihrer „Grammatik“ (z. B. die der „Meterstabverwendung“). Dafür habe Wittgenstein bevorzugt einerseits den Verwendungszusammenhang einiger Zentral-Begriffe dargestellt und so etwa die Bedeutung von „Bedeutung“ oder „Regel“ für seine Herangehensweise erhellt, während er andererseits z. B. mit „Sprachspiel“ oder „Familienähnlichkeit“ (die er 1953 auch für Wörter behauptete) auch spezifische Begriffe seiner Methode unter Verwendung teilweise für deren Veranschaulichung erfundener Sprachspiele etabliert und hinreichend bestimmt. Das Wesen überhaupt aller Begriffe erkläre sich laut Wittgenstein durchgängig aus der Darstellung ihres Verwendungszusammenhangs oder Sprachspiels, wozu auch Betrachtungen nach der philologischen oder historisch-kritischen Methode gehörten, respektive Deutungen, Vergleiche von Entwicklungsstadien und Kritik.
Die „Metaphysiker“ sind dementsprechend der Meinung, „Sprachspiel“ sei ein zentraler Begriff der Spätphilosophie Wittgensteins; Lebenswirklichkeit zerfalle nach Wittgenstein unhintergehbar in beschreibbare „Regelkreise“. In der Philosophie gehe es darum, deren „Grammatik“ – paradigmatisch oder im Zusammenspiel heterogener Beispiele – darzustellen. Dies geschehe dann mit manchmal verblüffenden Ergebnissen. So ergäbe sich etwa aus dem verdeutlichten Verwendungszusammenhang von „Traum“, dass damit nichts Privates, sondern nur ein bestimmter zwischenmenschlicher Verlauf gemeint sein könne. Und es erweise sich, dass Äußerungen der ersten Person Singular keinen Wahrheitswert hätten.
Den Metaphysikern geht es ferner um die Verdeutlichung des nach ihrem Wittgenstein-Verständnis begriffsschöpfenden Weltbilds einer jeden Lebensform. „Man könnte sich vorstellen“, zitieren sie Wittgensteins Über Gewißheit, „dass gewisse Sätze von der Form der Erfahrungssätze erstarrt wären und als Leitung für die nicht erstarrten, flüssigen Erfahrungssätze funktionieren; und dass sich dies Verhältnis mit der Zeit änderte, indem flüssige Sätze erstarren und feste flüssig werden.“ Die metaphysische Haltung blickt auf die gerade erstarrten Sätze, um anhand ihrer akuten Sinn von akutem Unsinn abzugrenzen: Offensichtliches festzustellen wie etwa, dass „Steine nicht denken können“ – aber auch weniger Offensichtliches, etwa wieweit man sinnvoll von „künstlicher Intelligenz“ reden kann. Wittgensteins Spätwerk fasziniert und beschäftigt nicht nur Sprachphilosophen, sondern auch Psychiater und Psychologen. Die Ideen Wittgensteins fordern nach Ansicht mancher geradezu dazu auf, in psychotherapeutischen Verfahren angewendet zu werden.
Aus streng „therapeutischer“ Sicht verkürzen die „Metaphysiker“ die Spätphilosophie Wittgensteins. So gesehen gehe es ihm nicht darum, Richtiges von Falschem, erlaubten von nicht-erlaubtem Sprachgebrauch, Sinn von Unsinn abzugrenzen, indem er nachweisend darstellte, was „richtig“, „erlaubt“ oder „sinnvoll“ ist. Wenn Wittgenstein über die Bedeutung von Wörtern spricht, hat dies gemäß der therapeutischen Auffassung nicht den Zweck, eine korrekte Bestimmung von Begriffen zu schaffen, sondern den, einen intellektuellen Krampf zu lösen, wie er in folgender Aussage zum Ausdruck kommt: „Was ist denn nun das Wesen von ‚gut‘? Es muss doch eine bestimmende Eigenschaft geben, sonst ist doch alles relativ!“
Die Diskussion des Begriffes „Sprachspiel“ steht in engem Zusammenhang mit der des Begriffs „Bedeutung“: In den Philosophischen Untersuchungen heißt es in § 43: „Die Bedeutung eines Wortes ist sein Gebrauch in der Sprache.“ Im vorhergehenden Satz bemerkt Wittgenstein jedoch einschränkend: „Man kann für eine große Klasse von Fällen der Benützung des Wortes Bedeutung – wenn auch nicht für alle Fälle seiner Benützung – dieses Wort so erklären: Die Bedeutung eines Wortes ist sein Gebrauch in der Sprache“. Die unterschiedliche Lesart der oben genannten Textpassage zeigt die unterschiedlichen Zugänge von „Therapeuten“ und „Metaphysikern“.
Die „metaphysische“ Sicht: Wittgenstein nimmt eine Bestimmung von „Bedeutung“ (des Wesens des mit dieser Buchstabenkette gekennzeichneten Begriffes) vor. Dementsprechend ist die Aufgabe nun, eine konsistente Position aus Wittgensteins Werken zu extrahieren. Auch wenn Definitionen bei Wittgenstein fast nie „klassisch“ durch die Angabe bestimmender Merkmale erfolgen, sondern von ihm – oft reihenweise – Veranschaulichendes dargestellt wird, in dessen Ähnlichkeit oder Zusammenklang der bestimmte Begriff dann „erscheint“ (Familienähnlichkeit, ein letztlich offenes Verfahren, das keine scharfen Grenzen vorsieht), wird letztlich auch damit immer etwas – und, das sei sogar Wittgensteins Pointe: auch immer hinreichend – bestimmt. § 43 der Philosophischen Untersuchungen wäre also durchaus als Definition aufzufassen; das einschränkende „nicht für alle Fälle“ sei eher als Index auf weitere Bestimmungen von „Bedeutung“ durch den Autor zu lesen, etwa in Teil II der Philosophischen Untersuchungen, wo Wittgenstein in den Ansätzen einer Philosophie der Psychologie die „sekundäre Bedeutung“ beschreibt als eine haltungsbestimmte Form des Erlebens der primären, die schlicht im Gebrauch des Wortes besteht. Da es keine über „primäre“ und „sekundäre“ hinausgehende Verwendung des Begriffs „Bedeutung“ im Spätwerke Wittgensteins gibt, neigen die Anhänger der metaphysischen Interpretation zur Auffassung, dass Wittgenstein keine weitere Interpretation vorsieht und „Bedeutung“ insofern erschöpfend bestimmt wurde.
Im Gegensatz dazu vertreten Anhänger des „therapeutischen“ Ansatzes die Meinung, Wittgenstein sei es in § 43 nicht darum gegangen, Kern und Wesen von „Bedeutung“ zu bestimmen. Die Einschränkung „nicht für alle Fälle“ sei kein Verweis auf andere Textstellen im Spätwerk des Autors, sondern hebe vielmehr hervor, dass die folgende Bestimmung nichts Immerwährendes skizziere, sondern vielmehr einen möglichen Gegenstand, der das Potenzial besitze, in einem Denkkrämpfe verursachenden Bild, indem es mit ihm verglichen werde, Lösungsaspekte aufzuzeigen. So könnte es z. B. befreiend wirken, die Bedeutung von „Vorstellung“ oder „Zahnschmerzen“ nicht wie die von „Stuhl“ oder „Auto“ in etwas Raumeinnehmendem zu sehen, sondern stattdessen zu versuchen, Parallelen zwischen dem mit „Vorstellung“ oder „Zahnschmerzen“ Gemeinten und geregelten Verlaufsformen („Spielen“: deren Zügen …) zu sehen. Gemäß der lösungsorientiert-therapeutischen Haltung lautet die entscheidende Frage nicht, wie sich verschiedene Bestimmungen des Bedeutungsbegriffs ergänzen oder addieren, sondern ob die von „Therapeuten“ entworfenen Gegenstände – indem man das, was einen verwirrt, mit ihnen vergleicht – in der Lage sind, Lösungen aufzuzeigen.

### Verhältnis von Früh- zu Spätwerk
Der Widerstreit der Spätphilosophie-Deutungen überträgt sich auch auf die Einschätzung der Kontinuität in Wittgensteins Denken überhaupt. Die „Therapeuten“ neigen zur Annahme der Kontinuität zwischen der unbedingten Position der Logisch-philosophischen Abhandlung (Tractatus, TLP) und den Entkrampfungsverfahren der Philosophischen Untersuchungen (PU). Für die „Metaphysiker“ herrscht zwischen Früh- und Spätphilosophie ein Bruch.

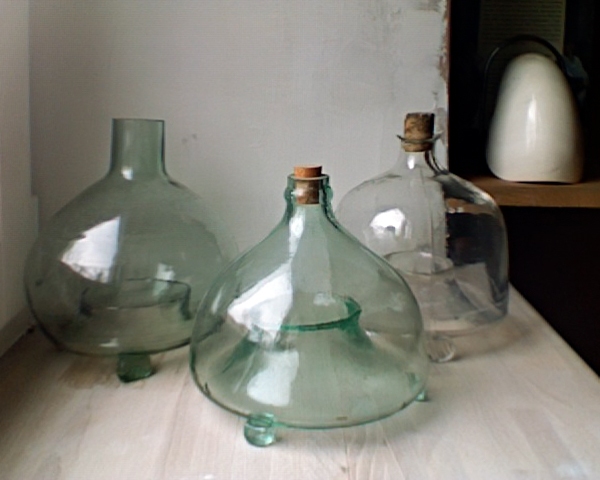
Fliegengläser

In Wittgensteins Spätwerk zerfallen die Welt und die sie abbildende Sprache nicht mehr in unauflösbare Dinge und deren logisch mögliche Verknüpfung in Sachverhalte oder Sätze. Nicht mehr die zeitlosen Kombinationsvorgaben der Logik bestimmen den Sprachbau. Vielmehr vergleicht Wittgenstein die Sprache nun mit einer „alten Stadt“: „Ein Gewinkel von Gässchen und Plätzen, alten und neuen Häusern mit Zubauten aus verschiedenen Zeiten: und dies umgeben von einer Menge Vororte mit geraden und regelmäßigen Straßen und mit einförmigen Häusern.“ Dennoch blieb für ihn die Sprache, ihre „Grammatik“, der Raum des Denkens und der Wirklichkeit. „Die Bedeutung eines Wortes ist sein Gebrauch in der Sprache.“ Gebrauch aber ist die Funktion eines Ensembles von Gepflogenheiten oder einer „Lebensform“, die in „Sprachspiele“ zerfällt. „Das Wort ‚Sprachspiel‘ soll hier hervorheben, dass das Sprechen der Sprache ein Teil ist einer Tätigkeit, oder einer Lebensform.“ Mediziner haben andere Sprachspiele als Handwerker oder Kaufleute, Agnostiker andere als Gläubige. Aufgabe der Philosophie bleibt demnach die Auseinandersetzung dieses oder jenes Sprachgebrauchs. „Die Philosophie ist ein Kampf gegen die Verhexung unseres Verstandes durch die Mittel unserer Sprache.“ Gegenstand der Philosophie ist die Alltagssprache. „Wir führen die Wörter von ihrer metaphysischen auf ihre alltägliche Verwendung zurück.“ Der Zweck der Philosophie ist eine Therapie. „Der Philosoph behandelt eine Frage, wie eine Krankheit.“ Der in einer Sprachverwirrung gefangene Mensch soll wieder befreit werden. „Was ist dein Ziel in der Philosophie? Der Fliege den Ausweg aus dem Fliegenglas zeigen.“ Die späte Philosophie Wittgensteins ersetzt den Begriff „Logik“ durch „Grammatik“. Der Unterschied besteht darin, dass im Gegensatz zur Logik die „Grammatik“ als Ensemble von Gepflogenheiten einer Lebensform „Veränderungen unterworfen ist“. Die Gemeinsamkeit besteht darin, dass weder Logik noch „Grammatik“ erklärbar sind, sondern beide sich in dem, was sie ausmachen, lediglich zeigen.
Schließlich identifizieren die „Metaphysiker“ in Wittgensteins Früh- wie Spätwerk eine anticartesianische Ablehnung des Dualismus von privater „Innenwelt“ und öffentlicher „Außenwelt“ sowie des subjektzentrierten Denkens überhaupt, nicht zuletzt durch das Auslassen jeglicher Erkenntnistheorie oder Transzendentalphilosophie.

## Nachlass
Als Verwalter und Herausgeber seines umfangreichen schriftlichen Nachlasses hat Wittgenstein in seinem Testament drei persönliche Freunde und Philosophen eingesetzt: seine ehemalige Studentin und Übersetzerin G.E.M Anscombe, den Philosophieprofessor Rush Rhees und den Nachfolger auf seinem Lehrstuhl in Cambridge, G.H. von Wright. Rush Rhees war darüber hinaus auch Verwalter seines persönlichen Nachlasses.
Da Wittgenstein lediglich ein einziges Werk selbst veröffentlicht hat, die Logisch-philosophische Abhandlung, sind alle weiteren seiner Schriften durch die Redaktion der drei eingesetzten Herausgeber gegangen. Einige ihrer Entscheidungen sind dabei nicht unumstritten.
Von den Philosophischen Untersuchungen liegt seit 2001 eine Kritisch-genetische Edition vor, die Joachim Schulte auf der Basis der unveröffentlichten „Helsinki-Edition“ von G.H. von Wright und Heikki Nyman besorgt hat.
Inzwischen ist der philosophische Nachlass online in den Wittgenstein Archives at the University of Bergen (WAB) ohne Zugangsbeschränkungen frei verfügbar (siehe Weblinks).
Die weniger wissenschaftlich ausgerichteten Seite The Ludwig Wittgenstein Project bietet die Texte Wittgensteins in verschiedenen Sprachen in einer gut lesbaren Form an (siehe Weblinks). Nach seinem 70. Todesjahr sind die allermeisten seiner Texte 2022 gemeinfrei geworden.

## Literarische Rezeption von Wittgensteins Biographie
Thomas Bernhard greift in seinem nach den beiden Schauspielerinnen und ihrem Kollegen der Uraufführung benannten Theaterstück Ritter, Dene, Voss (Uraufführung: 18. August 1986 in Salzburg) die Familiensituation Ludwig Wittgensteins auf und verbindet sie mit dessen Neffen Paul, der mehrmals in der psychiatrischen Klinik Am Steinhof bei Wien behandelt wurde und dem er seine Erinnerungen Wittgensteins Neffe (1982) widmete. Auch seine eigene Kritik an der österreichischen Gesellschaft des 20. Jahrhunderts legt der Autor dem Protagonisten in den Mund. Das Drama spielt im Speisezimmer der herrschaftlichen Villa der Großindustriellenfamilie Worringer. Ludwig, der nach einem Aufenthalt in Skandinavien und nach philosophischen Studien an einer englischen Universität wegen seiner psychischen Labilität im Krankenhaus „Steinhof“ lebte, kehrt für kurze Zeit ins von seinen beiden Schwestern bewohnte Haus zurück. Unterbrochen von grotesken Wutausbrüchen rechnet er, im Bernhardschen Stil, mit seinen Eltern, dem Großbürgertum und, in einem Rundumschlag, mit dem Medizin-, Kunst- und Wissenschaftsbetrieb ab.
In Libuše Moníkovás autobiografisch unterlegtem Roman Treibeis ist Wittgensteins Tätigkeit als Volksschullehrer (1920–1926) rezipiert. Jan Prantl, einer der beiden Protagonisten (Prantl und Karla, beide tschechische Exilanten), nimmt in der zweiten Station der Handlung an einem internationalen pädagogischen Kongress am Semmering teil. Zwei Wissenschaftler aus Cambridge nutzen den Aufenthalt, um Wittgenstein-Souvenirs wie Zeugnisse, Schreibhefte und Bücher seiner ehemaligen Schüler in Trattenbach und anderen Dörfern (Puchberg) aufzukaufen (Kp. 3) und dem Seminar ihre Augenzeugenbefragungen über die Lehrertätigkeit des Philosophen vorzutragen (z. B. Affekthandlungen wie Züchtigungen, andererseits Idealismus: finanzielle Unterstützung und Förderung mathematisch begabter Schüler, Erarbeitung einer Grundwortschatzsammlung für die Rechtschreibung), die, parodistisch erzählt, von den Teilnehmern unter unterschiedlichen Aspekten diskutiert werden (Kp. 5): biografisch (Familie, Autismus, Ausgrenzung und Verspottung durch Mitschüler in Linz, Kriegsverletzung), historisch-soziologisch (armselige Gebirgsdörfer Niederösterreichs: Trattenbach, Puchberg und Otterthal), reformpädagogisch (zwar Mitwirkung der Schüler bei Herstellung der Wörterbücher, aber keine inhaltliche Beteiligung, einerseits lebensfremde mathematische Textaufgaben, andererseits sorgfältig vorbereitete Ausflüge). Der Kongressleiter fasst als Ergebnis zusammen: „Er mag ein engagierter, vielleicht sogar guter Lehrer gewesen sein. Ein Pädagoge war er nicht!“
Erheblichen Einfluss hatte Wittgensteins Philosophie auf das Werk von David Foster Wallace.

## Werke
- Logisch-philosophische Abhandlung. (Tractatus Logico-Philosophicus), 1921.
- The Big Typescript. Entstanden ab 1929. EA als Bd. 11 der Wiener Ausgabe (s. u.) 2000.
- Philosophische Untersuchungen. Entstanden 1936–1946. EA 1953. Deutsche EA 1967 (Suhrkamp Vlg).  Weitere Ausgabe: Philosophische Untersuchungen. Kritisch-genetische Edition. Suhrkamp, Frankfurt am Main 2001.
- Über Gewißheit. Entstanden 1950/1951. EA 1984.
- Vorlesungen und Gespräche über Ästhetik, Psychologie und Religion. Vandenhoeck & Ruprecht, Göttingen 1966 (Wiedergabe seiner Vorlesungen zu Ästhetik im Sommer 1938 und Gesprächen zwischen Rush Rhees und Ludwig Wittgenstein 1942–1946; aufgezeichnet von Wittgensteins Hörern; aus dem Englischen).
- Joachim Schulte (Hrsg.): Vortrag über Ethik. Suhrkamp, Frankfurt am Main 1989.
- Vorlesungen über die Philosophie der Psychologie 1946/47. Frankfurt am Main 1991 (vollständige Wiedergabe seiner letzten Vorlesungen, aufgezeichnet von drei von Wittgensteins Hörern; sie vermitteln ein sehr lebendiges Bild von dem ungewöhnlichen Lehrstil; aus dem Englischen).

Werkausgaben
- Schriften. 7 Bde. Suhrkamp, Frankfurt am Main.
  - Bd. 1: Tractatus logico-philosophicus. Tagebücher 1914–1916. Philosophische Untersuchungen. Herausgegeben von Rush Rhees. 1960.
  - Bd. 2: Philosophische Bemerkungen. Aus dem Nachlaß. Herausgegeben von Rush Rhees. 1964.
  - Bd. 3: Wittgenstein und der Wiener Kreis. Gespräche. Aufgezeichnet von Friedrich Waismann. Anhang: Waismanns Thesen. Herausgegeben von B. F. McGuinness. 1967.
  - Bd. 4: Philosophische Grammatik : Teil 1: Satz, Sinn des Satzes. Teil 2: Über Logik und Mathematik. Herausgegeben von Rush Rhees. 1969.
  - Bd. 5: Das Blaue Buch. Eine philosophische Betrachtung (Das braune Buch). Herausgegeben von Rush Rhees. 1970.
  - Bd. 6: Bemerkungen über die Grundlagen der Mathematik.  Hrsg. von G. E. M. Anscombe. 1974.
  - Bd. 7: Bemerkungen über die Philosophie der Psychologie. Letzte Schriften über die Philosophie der Psychologie. Hrsg. von G. E. M. Anscombe. 1982.
  - 2 Beihefte mit Beiträgen diverser Autoren.
- Werkausgabe in 8 Bänden. Suhrkamp, Frankfurt am Main 1984. Taschenbuchausgabe der 7 Bände Schriften, dazu als
  - Bd. 8: Bemerkungen über die Farben. Über Gewißheit. Zettel. Vermischte Bemerkungen. 1984.
- Wiener Ausgabe. 15 Bände (Stand 2023 ergänzt durch Einführungsband, 4 Bände Apparat (Konkordanz- und Register) und 6 Studienbände). Springer, Wien 1993–2000. Seit 2019 führt Michael Nedo die Wiener Ausgabe bei Vittorio Klostermann in Frankfurt fort.[54]
- Wittgenstein’s Nachlass. The Bergen Electronic Edition. 6 CD-ROMs, 1998. Faksimile-Ausgabe des Nachlasses. Zwei transkribierte Textfassungen (ca. 20.000 Seiten).

Tagebücher und Briefe
- Wilhelm Baum (Hrsg.): Geheime Tagebücher 1914–1916. 2. Aufl., Turia + Kant, Wien 1992.
- Ilse Somavilla (Hrsg.): Denkbewegungen. Tagebücher 1930–1932/1936–1937. Teil 1: Normalisierte Fassung. Teil 2: Diplomatische Fassung. Haymon, Innsbruck 1997.
- Ilse Somavilla (Hrsg.): Licht und Schatten. Ein nächtliches (Traum-)Erlebnis und ein Brief-Fragment. Haymon, Innsbruck 2004.
- Annette Steinsiek, Anton Unterkircher (Hrsg.): Ludwig (von) Ficker – Ludwig Wittgenstein. Briefwechsel 1914–1920. iup, Innsbruck 2014. ISBN 978-3-902936-41-7.

### Biographien (chronologisch)
- Stephen Toulmin, Allan Janik: Wittgenstein’s Vienna. 1972.
- Wilhelm Baum: Ludwig Wittgenstein. In: Köpfe des 20. Jahrhunderts. 103, Colloquium-Verlag, Berlin 1985, ISBN 3-7678-0645-2.
- Ray Monk: Ludwig Wittgenstein: The Duty of Genius. Vintage, London 1991. Dt.: Das Handwerk des Genies. Klett-Cotta, Stuttgart 2004, ISBN 3-608-94280-7 (mit vielen Zitaten aus Briefen und Tagebüchern).
- Brian McGuinness: Wittgensteins frühe Jahre. Suhrkamp, Frankfurt am Main 1992, ISBN 3-518-28614-5 (sehr ausführlich).
- Kurt Wuchterl, Adolf Hübner:  Wittgenstein. Mit Selbstzeugnissen und Bilddokumenten. Rowohlt, Reinbek 1998, ISBN 3-499-50275-5 (kurz, viele Fotos).
- David J. Edmonds, John A. Eidinow: Wie Ludwig Wittgenstein Karl Popper mit dem Feuerhaken drohte. Eine Ermittlung. DVA, München 2002, ISBN 3-421-05356-1 (korr. Auflage: Fischer TB ISBN 3-596-15402-2) über ein Zusammentreffen in Cambridge 1946, eine Darstellung ihrer Philosophie und Biographien.
- Paul Wijdeveld: Ludwig Wittgenstein, Architekt. Wiese Verlag, Basel 2000, ISBN 3-909164-03-X.
- Joachim Schulte: Ludwig Wittgenstein. Leben. Werk. Wirkung. (Taschenbuch) Suhrkamp, Frankfurt am Main 2005, ISBN 978-3-518-18209-3.
- Wilhelm Pellert: Wittgenstein. Theaterstück. Uraufführung: Wien, Freie Bühne Wieden 2011.
- Nicole L. Immler: Das Familiengedächtnis der Wittgensteins. Zu verführerischen Lesarten von (auto-)biographischen Texten. Transcript, Bielefeld 2011, ISBN 978-3-8376-1813-6.
- Michael Nedo (Hrsg.): Ludwig Wittgenstein. Ein biographisches Album. Beck, München 2012, ISBN 978-3-406-63987-6.
- Wilhelm Baum: Wittgenstein im Ersten Weltkrieg. Die „Geheimen Tagebücher“ und die Erfahrungen an der Front (1914–1919). Kitab, Klagenfurt 2014, ISBN 978-3-902878-43-4.
- Ilse Somavilla (Hrsg.): Hermine Wittgenstein. Familienerinnerungen. Haymon, Innsbruck/Wien 2015. ISBN 978-3-7099-7200-7.
- Manfred Geier: Wittgenstein und Heidegger. Die letzten Philosophen. Rowohlt, 2017. ISBN 3-498-02528-7.
- Brian McGuinness, Radmila Schweitzer (Hrsg.): Wittgenstein. Eine Familie in Briefen. Haymon, Innsbruck/Wien 2018, ISBN 978-3-7099-3445-6.

### Einführungen
- Chris Bezzel: Wittgenstein zur Einführung. Junius, Hamburg 2000, ISBN 3-88506-330-1.
- Kai Buchholz: Ludwig Wittgenstein. Campus, Frankfurt am Main u. a. 2006, ISBN 3-593-37858-2.
- Hans-Johann Glock: Wittgenstein-Lexikon. Wissenschaftliche Buchgesellschaft, Darmstadt 2000.
- A. C. Grayling: Wittgenstein. Herder, Freiburg im Breisgau 1999, ISBN 3-451-04739-X.
- Hans Jürgen Heringer: „Ich wünschte, 2×2 wäre 5!“ Ludwig Wittgenstein. Eine Einführung. Königshausen & Neumann, Würzburg 2019, ISBN 978-3-8260-6658-0.
- Anthony Kenny: Wittgenstein. (Taschenbuch), Suhrkamp, Frankfurt am Main 1987, ISBN 3-518-27669-7.
- Sandra Markewitz (mit Zeichnungen von Ansgar Lorenz): Ludwig Wittgenstein. Philosophische Einstiege, Brill Fink, Paderborn 2024, ISBN 978-3-7705-6806-2.
- Richard Raatzsch: Ludwig Wittgenstein zur Einführung. Junius, Hamburg 2008, ISBN 978-3-88506-643-9.
- Georg Römpp: Ludwig Wittgenstein. Eine philosophische Einführung. UTB 3384, Böhlau, Köln 2010, ISBN 978-3-8252-3384-6.
- Joachim Schulte: Wittgenstein. Eine Einführung. Reclam, Stuttgart 2001, ISBN 3-15-008564-0.
- Wilhelm Vossenkuhl: Ludwig Wittgenstein. C. H. Beck, München 1995, ISBN 3-406-38931-7 (Reihe „Denker“).
- Thomas Wachtendorf: Ethik als Mythologie. Sprache und Ethik bei Ludwig Wittgenstein (= Wittgensteiniana, Band 3). Parerga, Berlin 2008, ISBN 978-3-937262-77-2 (Dissertation Universität Oldenbourg 2007, 296 Seiten).
- Anja Weiberg, Stefan Majetschak (Hrsg.): Wittgenstein-Handbuch. Metzler, Stuttgart 2022, ISBN 978-3476058539.

### Kommentare, Monographien, Sammelbände
- Ulrich Arnswald, Ilse Somavilla (Hrsg.): Ludwig Wittgenstein. Universalgenie, Genie oder Generalist? Ein Leben ruhelosen Denkens. innsbruck university press, 2022 (Edited volume series), ISBN 978-3-99106-083-3.
- Erich Ammereller, Eugen Fischer (Hrsg.): Wittgenstein at work. Method in the philosophical investigation. Routledge, London 2004, ISBN 0-415-31605-7 (Sammelband zur Methode Wittgensteins).
- Ulrich Arnswald (Hrsg.): In Search of Meaning. Ludwig Wittgenstein on Ethics, Mysticism and Religion. Universitätsverlag, Karlsruhe 2009, (EUKLID-Studien; Bd. 1), ISBN 978-3-86644-218-4.
- Ulrich Arnswald (Hrsg.): Sektion „The Authentic in Wittgenstein’s Philosophy/Das Authentische in Wittgensteins Philosophie“. In: Wittgenstein Jahrbuch 2003/2006, Jahrbuch der Deutschen Ludwig Wittgenstein Gesellschaft. Lang, Frankfurt am Main 2007, ISBN 978-3-631-56104-1, S. 113–198.
- Ulrich Arnswald, Jens Kertscher, Matthias Kroß (Hrsg.): Wittgenstein und die Metapher. Parerga, Berlin 2004, ISBN 3-937262-14-8.
- Ulrich Arnswald, Anja Weiberg (Hrsg.): Der Denker als Seiltänzer. Ludwig Wittgenstein über Religion, Mystik und Ethik. Parerga, Düsseldorf 2001, ISBN 3-930450-67-4.
- Gordon P. Baker: Wittgenstein’s method. Neglected aspects, essays on Wittgenstein. Blackwell, Oxford 2004, ISBN 1-4051-1757-5 (Sammlung zunächst meist in Französisch erschienener Essays zur weiter oben „therapeutisch“ gekennzeichneten Position, die Geisteskrämpfe nicht durch Analyse, sondern Umdeutung sie verursachender Bilder zu lösen anstrebt.)
- Alain Badiou: Wittgensteins Antiphilosophie. Diaphanes, Zürich 2008.
- Reinier F. Beerling: Sprachspiele und Weltbilder. Reflexionen zu Wittgenstein. Alber, Freiburg 1980, ISBN 3-495-47380-7.
- Gerd Brand: Die grundlegenden Texte von Ludwig Wittgenstein. Suhrkamp, Frankfurt am Main 1975, ISBN 3-518-07438-5.
- Wittgenstein und die Zeichen. Semiotische Berichte mit: Linguistik Interdisziplinär. Jg. 16/1992, Heft 1/2. (Wien, Österr. Ges. f. Semiotik): Bezzel, Chris. Wahrnehmungsspiel und Sprachspiel. Eine Skizze zu Wittgenstein; Conte, Amedeo G. Wittgensteins deontischer Ort; Leinfellner-Rupertsberger, Elisabeth. Die pragmatische Begründung von Linguistik und Künstlerischer Intelligenz durch Wittgensteins späte Philosophie: die Geschichte eines Fehlschlags; Neumer, Katalin. Das Wunder der Natur. Die Ideen des späten Wittgenstein über Ästhetik und Kunst. Rossi-Landi, Ferruccio. Wittgenstein aus alter und neuer Sicht. Koschitz, Norbert. Das Ei ins Kuckucksnest. Editionskundliche Anmerkungen zu Wittgensteins Nachwelt; Conte, A. G. Wittgensteins nicht-posthume Schriften. Bericht.
- Wolfgang Carl: Sinn und Bedeutung. Studien zu Frege und Wittgenstein, Hain, Königstein im Taunus 1982, ISBN 3-445-02267-4.
- Stanley Cavell: Der Anspruch der Vernunft. Suhrkamp, Frankfurt am Main 2006 (insbesondere ist seine Interpretation von Wittgensteins „Kriterien“ empfehlenswert, des Weiteren hat er weitere wichtige Aufsätze zu Wittgenstein geschrieben, die in Essaysammlungen auf Deutsch vorliegen).
- Jan Drehmel, Kristina Jaspers (Hrsg.): Wittgenstein-Vorträge. Annäherungen aus Kunst und Wissenschaft. Junius, Hamburg 2011, ISBN 978-3-88506-491-6.[55]
- Jan Drehmel, Kristina Jaspers (Hrsg.): Ludwig Wittgenstein. Verortungen eines Genies. Junius, Hamburg 2011, ISBN 978-3-88506-475-6.
- Françoise Fonteneau: L’éthique du silence. Wittgenstein et Lacan. Seuil, Paris 1999, ISBN 2-02-034545-5.
- Gunter Gebauer, Fabian Goppelsröder, Jörg Volbers (Hrsg.): Wittgenstein – Philosophie als „Arbeit an Einem selbst“. Fink, München 2009.
- John Gibson, Wolfgang Huemer (Hrsg.): Wittgenstein und die Literatur. Übers. von Martin Suhr. Suhrkamp, Frankfurt am Main 2006.
- Fabian Goppelsröder: Zwischen Sagen und Zeigen. Wittgensteins Weg von der literarischen zur dichtenden Philosophie. transcript, Bielefeld 2007, ISBN 978-3-89942-764-6. ( auf library.oapen.org)
- Peter M. Hacker: Wittgenstein im Kontext der analytischen Philosophie. Suhrkamp, Frankfurt am Main 1997, ISBN 3-518-58242-9 (fundierter Überblick der „metaphysischen“ Position, die in Wittgenstein einen Erben der angelsächsisch-analytischen Philosophietradition sieht).
- Peter M. Hacker: Einsicht und Täuschung. Suhrkamp, Frankfurt am Main 1978 (eine der besten Gesamtdarstellungen der Philosophie Wittgensteins).
- Fernando Gil: La Réception de Wittgenstein. Collège international de philosophie, Paris 1988, ISBN 2-905670-27-4.
- James Griffin: Wittgensteins logischer Atomismus. Aus dem Englischen von Jürgen Koller. Turia + Kant, Wien/Berlin 2016, ISBN 978-3-85132-831-8.
- Merrill B. Hintikka, Jaakko Hintikka: Untersuchungen zu Wittgenstein. Suhrkamp-Taschenbuch Wissenschaft, 1224. Suhrkamp, Frankfurt am Main 1996, ISBN 3-518-28824-5.
- Mathias Iven: Ludwig sagt … Die Aufzeichnungen der Hermine Wittgenstein. Parerga, Berlin 2006.
- Wolfgang Kienzler: Wittgensteins Wende zu seiner Spätphilosophie 1930 bis 1932. Eine historische und systematische Darstellung. Suhrkamp, Frankfurt am Main 2001, ISBN 978-3-518-58250-3.
- Saul Kripke: Wittgenstein über Regeln und Privatsprache. Eine elementare Darstellung. Suhrkamp, Frankfurt am Main 2006, ISBN 3-518-29383-4 (engl. Original erschien 1982). Umstrittene, aber äußerst einflussreiche Interpretation, wegen ihres kreativen Umgangs mit Wittgensteins Argumentation ironisch „Kripkenstein“ genannt.
- E. M. Lange: Wittgensteins Revolution. (PDF; 483 kB) Das Problem der Philosophie und seine Auflösung. 2009, archiviert vom Original (nicht mehr online verfügbar) am 31. Januar 2012; abgerufen am 30. November 2010 (Verfasser der UTB-Kommentare zu Tractatus und Philosophische Untersuchungen arbeitet in Online-Veröffentlichung aus, wie Wittgensteins Umsturz der disziplinären Verhältnisse innerhalb der Philosophie von der Erkenntnistheorie zur Semantik mit der Auflösung des Scheinproblems einer zwischen Realismus und Idealismus bestehenden Alternative zusammenhängt).
- Sandra Markewitz (Hrsg.): Grammatische Subjektivität. Wittgenstein und die moderne Kultur. transcript Verlag, Bielefeld 2019.
- Martin Münnich: Die philosophische Schnecke – in der Philosophie gewinnt, wer als Letzter ankommt. Wittgensteins Philosophie zwischen Lebenssorge und Kulturkritik (= Neue Studien zur Philosophie. Band 31). V&R unipress, Göttingen 2022, ISBN 978-3-8471-1493-2, doi:10.14220/9783737014939.
- Ludwig Nagl, Chantal Mouffe (Hrsg.): The Legacy of Wittgenstein: Pragmatism or Deconstruction. Peter Lang: Frankfurt am Main 2001, ISBN 3-631-36775-9 (dieser Band enthält Beitrage von Hilary Putnam, Henry Staten, Allan Janik, Stephen Mulhall, James Conant und Linda Zerilli u. a.).
- Moritz René Pretzsch: Das Weltverständnis im Frühwerk von Martin Heidegger und Ludwig Wittgenstein. Tectum, Baden-Baden 2023, ISBN 978-3-8288-4858-0.
- Duncan Richter: Wittgenstein at His Word. Continuum, London 2004, ISBN 0-8264-7473-X (weitere alternative Interpretation von Wittgensteins Spätphilosophie).
- Nicolas Reitbauer: Wittgenstein – Verstehen – Mikrologische Untersuchungen zum Beginn des Big Typescripts. 2006.
- Alois Rust: Wittgensteins Philosophie der Psychologie. Klostermann, Frankfurt am Main 1996, ISBN 978-3-465-02848-2.
- Walter Schulz: Wittgenstein. Die Negation der Philosophie. Neske, Pfullingen 1967 u. w.
- Ilse Somavilla, James M. Thompson (Hrsg.): Wittgenstein und die Antike/Wittgenstein and Ancient Thought. Wittgensteiniana, Band 8, Parerga Verlag, Berlin 2012.
- Friedrich Stadler: Wittgenstein und der Wiener Kreis – Denkstil und Denkkollektiv. In: Ders.: Studien zum Wiener Kreis. Suhrkamp, Frankfurt am Main 1997, 467–488.
- Michel Ter Hark: Beyond The Inner And The Outer. Wittgensteins’s Philosophy of Psychology. Kluwer, Dordrecht 1990, ISBN 0-7923-0850-6.
- J.-M. Terricabras: Ludwig Wittgenstein. Kommentar und Interpretation. Alber, Freiburg 1978, ISBN 3-495-47393-9.
- Jasmin Trächtler: Wittgensteins Grammatik des Fremdseelischen. Metzler, Stuttgart 2021, ISBN 978-3662647080.
- Jörg Volbers: Selbsterkenntnis und Lebensform. Kritische Subjektivität nach Wittgenstein und Foucault. transcript, Bielefeld 2009.
- Georg Henrik von Wright: Om Wittgenstein: Skrifter 1936–2001 (= Skrifter utgivna av Svenska litteratursällskapet i Finland). Svenska litteratursällskapet i Finland, Helsinki 2022 (schwedisch).

### Belletristik
- Philip Kerr: Das Wittgenstein-Programm. Rowohlt TB, Reinbek 1996, ISBN 3-499-43229-3 (Kriminalroman).
- Bruce Duffy: The World As I Found It. London 1987.

### Kinderbuch
- Noemi Schneider (Text); Golden Cosmos (Illustration): Ludwig und das Nashorn. NordSüd Verlag, Zürich 2023, ISBN 978-3-314-10631-6 (Bilderbuch).

## Filme
- Wittgenstein. Spielfilm, 71 Min.; Großbritannien 1993, Regie: Derek Jarman, Produktion: British Film Institute/Channel 4/Uplink, Teddy Award 1993: Bester Spielfilm, Infoblatt (PDF; 57 kB) der Jury der Evangelischen Filmarbeit.
- Denker der Zeit. Die Wahrheit der Worte: Ludwig Wittgenstein. Dokumentarfilm, 45 Min.; Deutschland 1988, Regie: Joseph Kaufmann, Produktion: NDR (Neuausgabe 2001, ISBN 3-935157-47-9), Übersicht (Memento vom 16. April 2009 im Internet Archive) des Katholischen Filmwerks.
- Ludwig Wittgenstein. Film von Ferry Radax (1974–1976), 2 Teile; WDR, Köln. Vgl. Ludwig Wittgenstein – Biografische & filosofische Untersuchungen.